# Kampfgeschwader 55
55-та бомбардувальна ескадра «Грейф» (нім. Kampfgeschwader 55 "Greif" (KG 55) — бомбардувальна ескадра Люфтваффе за часів Другої світової війни. Частина брала участь практично в усіх кампаніях та великих битвах на Європейському театрі війни, починаючи з вторгнення вермахту до Польщі й до завершальної стадії воєнних дій в Європі. Основним завданням ескадри було проведення стратегічного бомбардування, безпосередня підтримка військ на полі бою, боротьба з кораблями та суднами противника тощо. KG 55 була однією із найдосвідченіших і добре відомих ескадр у Люфтваффе. До 1943 року формування експлуатувало виключно He 111, коли лише дві ескадрильї з чотирьох його груп перейшли на Junkers Ju 88C.
Ескадра була сформована у травні 1939 року, на фоні пізнього сплеску збільшення чисельності середніх бомбардувальників Люфтваффе. Формування крила почалося 1 травня 1939 року зі створення командної групи (штабу) та I. і II./KG 55. Бомбардувальна група III./KG 55 була сформована 1 листопада 1939 року через два місяці після початку війни в Європі. 1 серпня 1940 року для підготовки нових екіпажів, що прибували на посилення ескадри, була сформована авіагрупа IV.(Erg.)/KG 55. Першим командиром ескадри став генерал-майор Вільгельм Зюссманн.
У вересні 1939 року KG 55 вперше взяла участь у вторгненні Німеччини до Польщі. Під час «Дивної війни», з вересня 1939 до квітня 1940 року, бомбардувальники ескадри виконували розвідувальні польоти над Францією. У травні 1940 року KG 55 брала участь у битвах в Бельгії та Франції й діяла до кінця кампаній у червні 1940 року.

## Історія з'єднання
1 квітня 1934 року у Фасберзі була створена Ганзейська авіаційна школа спеціальної підготовки. 1 травня 1939 року її переформували на бомбардувальну ескадру. Штаб та штабну ескадрилью було створено з KG 155, неіснуючого бомбардувального підрозділу на аеродромі Гіссен і була підпорядкована 4-му повітряному флоту. Штабну ескадрилью очолив Вільгельм Зюссманн, який незабаром став першим «гешвадеркоммодором» KG 55. Підрозділ інтенсивно тренувався протягом весни та літа 1939 року. 31 серпня Зюссманн отримав наказ перемістити підлегле з'єднання до Везендорфа для підготовки до нападу на Польщу. На озброєнні підрозділу перебував середній бомбардувальник Heinkel He 111P-4.
1 травня 1939 року в Лангендібаху з I./KG 155 була сформована 1-ша авіагрупа. До 26 серпня підрозділ інтенсивно навчався на He 111, нарощуючи свої спроможності. Того дня під командуванням майора Вальтера Трауба групу було приведено в бойову готовність і 31 серпня 1939 року її перекинули до Дедельсторфа. Група діяла до 1 травня 1943 року, коли її перейменували на Lehrgeschwader 1. I./KG 55 була переформована 10 червня 1943 року в Сталіно в Радянському Союзі за рахунок персоналу 10-ї транспортної авіагрупи (Transportfliegergruppe 10), колишньої 5-ї бойової групи спеціального використання (KGr. z.b.v. 5).
1 травня 1939 року авіагрупа II./KG 55 також була заснована у Гіссені під командуванням Отто фон Лахемаєра. На озброєнні підрозділ мав 31 He 111, коли його відправили на авіабазу у Везендорфі. 1 грудня 1939 року було сформовано III./KG 55 в Нойдорфі поблизу Оппельна в Сілезії. Взимку підрозділ пройшов повний цикл підготовки льотчиків на He 111 і був готовий до ведення бойових дій до травня 1940 року. III./KG 55 під командуванням майора Ганса Шеммеля базувалася в Габлінгені до початку наступу на Західному фронті.
55-та бомбардувальна ескадра була найбільшим однорідним авіаційним формуванням у Люфтваффе, яке зазвичай налічувало 90-120 літаків He 111.

### Польська кампанія
1 вересня 1939 року розпочалася операція «Вайс», напад вермахту на Польщу. 3 вересня KG 55, діючи у складі 4-ї авіаційної дивізії генерала Альфреда Келлера 4-го повітряного флоту, атакувала аеродроми повітряних сил Польщі. Штаб ескадри і I./KG 55 розміщувалися в Мерцдорфі/Олау, а II./KG 55 — в Розенборні. Перебуваючи там, екіпажі переймали досвід експлуатації KG 4, озброєної Do 17.
Командувач 4-го флоту генерал Александер Лер віддав наказ KG 55 вступити у битву. Літаки ескадри атакували цілі на залізниці на підтримку 4-ї польової армії. Бомбардування здійснювалося під кутом 10–30 градусів з висоти 2000 метрів. Результати ударів виявилися настільки успішними, що значна кількість цілей була знищена, і бомбардувальники повернулися до ближньої авіаційної підтримки наступаючих військ. Залізничну лінію Радом–Краків було остаточно виведено з ладу. Підрозділи KG 55 провели 13 місій, здійснивши 275 індивідуальних вильотів; паралельно штабна ескадрилья здійснила 13 розвідувальних місій.
KG 55 також брала активну участь у битві на Бзурі. Три армії Війська Польського намагалися вирватися з оточення, і 8-ма німецька армія не змогла стримати атаку. 8 вересня Люфтваффе розпочало великий повітряний наступ проти польських військ. I. і II./KG 55 були задіяні в атаках на цілі, тоді як інші підрозділи забезпечували безпосередню підтримку з повітря. Наступ був успішним і опір поляків було зламано. Після цього операції перемістилися південніше, бомбардувальники атакували мости на Віслі та діяли проти польських військ, які відступали в бік Румунії. Ескадра зазнала першої втрати, коли 11 вересня один бомбардувальник здійснив вимушену посадку без втрат під час дальніх рейдів на цілі біля Перемишля.
12 вересня 1939 року частину відвідав головнокомандувач Люфтваффе Герман Герінг. 15 вересня I./KG 55 атакувала цілі в районі Дубно, коли операції було припинено. На цю дату KG 55 здійснила 363 бойові вильоти. Станом на 20 вересня кількість вильотів становила 670. У ніч з 16 на 17 вересня 4-му флоту було наказано припинити усі повітряні операції в рамках нацистсько-радянського пакту. Наступного ранку Червона армія вторглася до Польщі. 22 вересня II./KG 55 було переведено назад до Гіссена. Під час кампанії KG 55 зазнав лишень однієї втрати — був знищений літак з екіпажем, коли оберлейтенант Вальтер Фріц та його екіпаж з 1./KG 55 загинули в бою південно-західніше Львова.
9 жовтня, після завершення Польської кампанії, I./KG 55 передислокували в Інгольштадт-Манхінг. Потім 13 лютого 1940 року авіаційна група перемістилася до Нойбург-ан-дер-Донау. Вона здійснила кілька розвідувальних операцій над Францією, розкидаючи листівки в районі Нансі та над лінією Мажино. 2 березня підрозділ переїхав на авіабазу Фюрстенфельдбрук, але 23 квітня повернувся до Нойбурга. 10 листопада 1939 року II./KG 55 переїхав до Інгольштадта, а 13 січня 1940 року передали командиру 5-ї авіаційної дивізії з дислокацією у Швебіш-Галлі. Згодом підрозділ переїхав до Ляйпгайма і 3 лютого 1940 року здійснив принаймні одну місію зі скиданням листівок у східній Франції. III./KG 55 перебувала у повній бойові готовності, її літаки дислокувалися в Габлінгені.

### Французька кампанія
10 травня 1940 року за планом операції «Гельб» розпочалося німецьке вторгнення до Нижніх країн та Франції. Штаб./KG 55 брав участь в операції, маючи в строю шість He 111 з базуванням у Ляйпгайм. Ескадру передали під командування 3-го повітряного флоту, хоча безпосередньо вона все ще підпорядковувався командиру 5-ї авіаційної дивізії. I./KG 55 виділила для наступу 35 (25 боєготових) літаків He 111. II./KG 55 мала у своєму розпорядженні 36 літаків He 111 (24 боєготових) і 17 з 36 літаків He 111 було у складі III./KG 55. Підрозділи отримали завдання діяти в рамках протиповітряних операцій проти французьких повітряних сил.
10 травня штаб./KG 55 розпочав операції, атакуючи цілі у французькому регіоні Лотарингія, які включали місії над Нансі, Тулем та Епіналем. У перший день бойових дій ескадра не зазнала жодних втрат. II. і III./KG 55 атакували аеропорт Нансі-Ессей, який зазнав сильних пошкоджень унаслідок бомбардування німців. Літаки I./KG 55 атакували аеродром Туль-Круа-де-Мец. Увечері I./KG 55 перебазувалася в Балтрінген і 11 травня провела дальню операцію проти залізничних депо в Орлеані. II./KG 55 завдала ударів по аналогічних цілях, 12 травня вона бомбардувала залізничні об'єкти та мости навколо Шатодена. Загалом з 11 по 13 травня KG 55 завдала ударів по 38 аеродромах. Гуго Шперрле, командувач 3-го повітряного флоту, стверджував, що під час цієї операції було знищено 100 літаків союзників на землі і ще 100—150 в ангарах. Друга хвиля місій мала за мету атаки по залізниці в Ретелі. Штаб./KG 55 атакував авіабазу Шатоден і підтримував просування німецької армії в Шарлевіль-Мезьєр і у битві при Седані. З 11 травня по 2 червня проводилися місії проти авіабази Шатору-Деоль, авіабаз Орлеан, Суассон та Ліон — Мон-Верден.
Авіагрупа I./KG 55 знову передислокувалася на аеродром Мальмсгайм поблизу Штутгарта. 15 травня пілоти частини за підтримки II./KG 55 атакували Суассон і 18 травня — Реймс. III./KG 55 діяла північніше: 13 травня бомбардувальники здійснили єдиний відомий виліт у Бельгійській кампанії, атакувавши Шарлеруа, 16 травня її пілоти провели атаку на Верден. 24 травня частину передислокували до Ойтінгена. Протягом травня KG 55 діяла проти цілей у центральній, південній і східній Франції. З'єднання не брало участі в боях проти британських військ під час битви за Дюнкерк і Лілль, проте KG 55 залучалася до протикорабельних операцій у Ла-Манші. Для участі в цих операціях 1 червня її передали IV повітряному корпусу.
У ході проведення кампанії у травні ескадра зазнала певних втрат. 12 травня винищувачі союзників збили «Гейнкель» 4./KG 55, який атакував залізничні об'єкти на північний схід від Реймса, що стало першою втратою підрозділу в бою. Наступного дня, 13 травня, KG 55 втратила десять машин, шість штабної ескадрильї та 4./KG 55. Лише за один день її втрати перевищили втрати всієї Польської кампанії й стали для KG 55 найгіршими за всю війну. Ще сім машин були пошкоджені і змушені були здійснити аварійну посадку в ході боїв, хоча лише дві машини та екіпажі були повністю втрачені внаслідок катастрофи. Першим з них, 9./KG 55 «Гейнкель» пілотував унтерофіцер Горст Махнерт. Повертаючись 2 червня 1940 року з бомбардування аеродромів в районі Ліона, він перетнув повітряний простір Швейцарії і був збитий біля Урсена капітаном Гансом Турнеєром на Мессершмітті Bf 109 швейцарських ПС.
У червні 55-та бомбардувальна ескадра продовжила операції з дальнього бомбардування визначених цілей. 3 червня вся ескадра брала участь в операції «Паула» — масованій атаці на промислові об'єкти навколо Парижа. З початком другої фази німецького вторгнення авіаційне з'єднання підтримувало просування групи армій «B» до Парижа аж до захоплення міста 14 червня. Останні операції були проведені 22 червня 1940 року, за три дні до капітуляції Франції. 6-19 червня з'єднання у повному складі бомбардувало скупчення французьких військ і залізничних об'єктів поблизу Нансі. 20-23 червня 1940 року пілоти KG 55 вже діяли над Великою Британією, бомбардуючи цілі в Бристолі і Кардіффі з передових аеродромів біля Парижа.
Загалом за час Французької кампанії KG 55 здійснила 886 бойових вильотів на райони зосередження військ, 725 — на залізничні цілі, 406 — на аеродроми, 49 — протикорабельних операцій та атак на порти, 148 вильотів на повітряну розвідку та 46 скидань листівок. I./KG 55 здійснила 897 бойових вильотів і втратила 10 бомбардувальників. II./KG 55 здійснила 571 бойовий виліт і втратила 11 «Гейнкелів». З 10 травня по 23 червня 1940 року III./KG 55 здійснила 595 бойових вильотів і втратила 9 бомбардувальників.

### Битва за Британію
Після успішного завершення кампанії у Франції KG 55 змінила пункти дислокації і зайняла аеродроми в районі Парижа. У липні 1940 року Люфтваффе розпочали першу фазу повітряної кампанії над Британією. Ескалація повітряної активності над Ла-Маншем отримала назву «Каналкампф», з якої 10 липня офіційно вважається почалася битва за Британію. Протягом літа німецькі повітряні операції поступово просувалися все далі й далі вглиб країни з метою знищення об'єктів Винищувального командування Великої Британії на півдні Англії, що стало прелюдією до операції «Морський лев» — запланованого вторгнення вермахту до Британських островів.
На початковому етапі втрати KG 55 у цих сутичках були незначними. Перша втрата сталася 11 липня 1940 року, коли 2./KG 55 втратив He 111, пілотований оберфельдфебелем Еріхом Слотошем. Вони стали першими жертвами ескадри; всі льотчики потрапили в полон. Пізніше два He 111 зіткнулися в бою з 601-ю ескадрильєю Королівських ПС над Ла-Маншем і втратили всі екіпажі. В ніч з 11 на 12 липня проведений масштабний наліт німецької авіації. 55-та бомбардувальна ескадра діяла під командуванням Алоїза Штекля, який очолював II./KG 55, що згодом стане кістяком у нічному бліц-штурмі Кардіффа в Уельсі. 13 липня ще один He 111, пілотований оберлейтенантом Кляйнганнсом, був збитий британськими винищувачами над Саутвіком під час розвідувального польоту. 19 липня біля Шорхему III./KG 55 втратила ще один He 111 внаслідок атак 145-ї ескадрильї Королівських ПС, коли інтенсивність боїв над Ла-Маншем посилилася.
13 серпня KG 55 брала участь в операції «Адлертаг», атакувавши об'єкти Королівських ПС на півдні Англії, без втрат розбомбивши порт Плімут, Фелтем і авіабазу Міддл-Воллоп. Наступного дня KG 55 зазнала найбільш значних втрат. 14 серпня He 111P G1 був збитий біля військово-морського складу озброєння в Іст-Діні в Гемпширі. Командир ескадри оберст Алоїс Штокль і його екіпаж загинули. Штекль та його екіпажі змогли розбомбити аеродром, але командир потрапив до рук аса британської авіації Джона Дандаса. Командування з'єднанням перебрав на себе майор Ганс Корте з I./KG 55. Майор Фрідріх Клесс прийняв командування I./KG 55. 55-та ескадра продовжувала діяти проти аеродромів RAF. 16 серпня 1940 року пілоти атакували аеропорт Гітроу. 26 серпня льотчики ескадри взяли участь в останньому великому денному рейді 3-го флоту за три тижні, оскільки повітряний флот був передислокований для атак на промислові райони Вест і Іст Мідлендс.
Протягом трьох тижнів KG 55 в основному здійснювала нічні нальоти на авіаційні заводи Англії, хоча також було кілька значних нальотів вдень на Бристоль і Саутгемптон. 4 вересня 1940 року 27 He 111 III./KG 55 під командуванням майора Ганса Шеммелла атакували Портленд. Вони маневрували в напрямку Саутгемптона і розбомбили порт, завдавши йому незначної шкоди. Вони були перехоплені 152-ю ескадрильєю RAF і втратили один бомбардувальник, ще один був пошкоджений.
25 вересня 1940 року всі три авіагрупи взяли участь у нальоті на завод Bristol Aeroplane Company у Філтоні. Німецька розвідка виявила, що навколишній повітряний простір був слабо захищений. Ударне угруповання з 58 «Гейнкелів» прикривали «Юнкерси» Ju 88 1-ї навчально-бойової ескадри. «Мессершмітти» Bf 110 2014-ї експериментальної групи позначили ціль. Диспетчери RAF помилково вирішили, що ціллю німців буде завод Westland Whirlwind в Йовілі і відправили три ескадрильї на його прикриття. Це дозволило бомбардувальникам розбомбити ціль, зупинивши виробництво і спричинивши загибель близько 250 людей на заводі і 107 в прилеглих районах. 80 «Бристоль Бофорт» і «Бристоль Бленхейм» було знищено, а десятки інших пошкоджено. Винищувачі 238-ї та 229-ї ескадрилей Королівських ПС контратакували He 111, коли ті поверталися на базу, збивши один He 111 і два ескортних Bf 110 з III./ZG 26.
Аналітики німецької розвідки помилково повідомили, що авіазавод зазнав лише легких пошкоджень. Як наслідок, 30 He 111 з 19 Bf 110 210-ї дослідної авіагрупи (нім. Erprobungsgruppe 210), під прикриттям 27 Bf 110 ZG 26, знову атакували завод. Але, цього разу на них чекали п'ять ескадрилій Королівської авіації. Три Bf 110 ZG 26 були збиті і ще один пошкоджений. Чотири Bf 110 Erprobungsgruppe 210 були збиті, втім «Гейнкелі» KG 55 уникли втрат, але були змушена скасувати продовження місії, скинути бомби навмання і попрямували на базу.
29 вересня бомбардувальники KG 55 атакували район Мерсісайд. Оберстлейтенант Ганс Корте знову повів III./KG 55 через зону патрулювання 10-ї групи RAF. О 18:00 вони влетіли в Ірландське море, але їх відстежив корнуольський радар. 11 «Харрикейнів» британської 79-ї ескадрильї поринули на перехоплення. 7-ма та 8-ма ескадрильї встигли відірватися від переслідувачів, але 9-та була спіймана проти призахідного сонця і атакована. Три бомбардувальники були підбиті; один впав, інший здійснив аварійну посадку у Франції та списаний через неможливість відновлення, ще один був пошкоджений на 50 %. Бортові стрільці завзято оборонялися і збили три «Харрикейни»; один пілот загинув, іншого врятували британські військові кораблі, а третього врятували ірландці та інтернували.
Наступного дня 55-та ескадра атакувала завод «Вестленд» в Йовілі. Під прикриттям 40 Bf 110 ZG 26 та 52 Bf 109 JG 2 і JG 53, їм на перехоплення кинулися дев'ять британських винищувальних ескадрилей. KG 55 прорвалася до Йовіля, попри атаки винищувачів. Цей успіх для KG 55 став результатом рішучості винищувачів ZG 26, які билися з великою відвагою, щоб захистити KG 55. У цьому зіткненні Bf 110 були успішними (рідкісний факт) бившись проти 152 «Спітфайрів», зокрема, підбивши п'ять і знищивши один. Вони також знищили ще 10 винищувачів, зазнавши при цьому втрату одного свого літака. JG 2 і JG 53 також здобули чимало перемог у повітрі. Втім, рейд на завод провалився. У густій хмарі і під постійними атаками винищувачів противника, пілоти бомбардувальників перервали місію, яка коштувала KG 55 трьох втрачених бомбардувальників. Групи від KG 51 та KG 77 також зазнали втрат. Один Bf 109, п'ять бомбардувальників і Bf 110 були втрачені, збивши 11 британських винищувачів сумарно. Генерал Гуго Шперрле розцінив це як успіх.
Загалом у ході битви за Британію, з 10 липня по 31 жовтня 1940 року 55-та бомбардувальна ескадра втратила 73 машини внаслідок дій противника, а ще вісім були збиті протягом 1940 року під час нічних операцій над Британією. Останній втрачений у 1940 році «Гейнкель», пілотований унтерофіцером Бруно Ціммерманом, був збитий 22 грудня пайлот-офіцером Д. Г. Бенсоном і сержантом П. Блейном на винищувачі-перехоплювачі «Дефайент» 141-ї ескадрильї Королівських ПС над Сассексом.

#### Бліц: нічні нальоти
Після завершення активної фази битви за Британію Люфтваффе продовжували тиснути на Сполучене Королівство, атакуючи вночі, щоб уникнути винищувачів Королівських ПС. Бліц був серією масштабних атак, спрямованих на британські міста з метою зламати волю цивільного населення і знищити його промислові центри. 55-та бомбардувальна ескадра KG 55 була залучена до цієї кампанії від першої до останньої операції. II./KG 55 була обрана для дій у ролі підрозділу-слідопита поряд зі спеціалізованими 100-ю бойовою групою (Kampfgruppe 100) та III./Kampfgeschwader 26. У Люфтваффе їх називали «група підсвічування» (нім. Beleuchtergruppe). На відміну від інших ескадр, вони не були оснащені спеціальними засобами для виконання цього завдання, й їм рідко призначали на цю роль. Екіпажі мали великий досвід проведення операцій у нічний час і були відібрані, щоб допомогти очолити атаки. Ці три окремі авіагрупи часто діяли в унісон: KGr 100 освітлював ціль запалювальними боєприпасами, а пізніші підрозділи скидали фугасні бомби, щоб зруйнувати водогони і перешкодити пожежогасінню.
Пілоти II./KG 55 використовували методи Нікебайна і пеленгацію, коли їм не заважали британські винищувачі 80-го крила. Вони також навчилися орієнтуватися, використовуючи прожектори і розриви снарядів зенітної артилерії як орієнтири, оскільки вони вказували на близькість міст, берегових ліній, а вогні часто були пов'язані із залізницями. Також добре використовувалися британські фіктивні аеродроми, призначені для введення німецьких екіпажів в оману — вони були ретельно сплановані і записані. II./KG 55 використовувала парашутні сигнальні ракети LC 50 — задумка, яку часто приписують KGr 100 — а потім переходила до візуального бомбардування за допомогою бомбових прицілів Lotfernrohr 7. Група була оснащена переважно літаками He 111P-4; інші підрозділи були оснащені більш потужними літаками He 111H-5. «Битва за проміні світла» тривала до кінця Бліца. В одному з інцидентів британським перешкодам вдалося збити з пантелику He 111 KG 55, пілотованому лейтенантом Гансом Тернером, який тричі поспіль приземлявся на аеродромах противника, перш ніж зрозумів свою помилку і втік через Ла-Манш.
1 листопада II./KG 55 брала участь у трьох нальотах за одну ніч на Бристоль, Оксфорд та Скегнес. Наступної ночі І., ІІ. і III./KG 55 брали участь у рейді на Лондон.
У ніч з 16 на 17 листопада 1940 року 13 He 111 II./KG 55 очолили 159 бомбардувальників 2-го та 3-го повітряних флоті при нападі на Саутгемптон, наслідком якого стало знищення більшої частини міста. 19-20 листопада 13 «Гейнкелів» групи також очолювали атаку на Бірмінгем. Разом з літаками з KGr 100 вони летіли в першому ешелоні на чолі 357 бомбардувальників, яких виводили на цілі. Атака із застосуванням запалювальних бомб викликала колосальні пожежі, які було видно на відстані 76 кілометрів. 21-22 листопада авіагрупа, використовуючи 11 літаків, також скерувала 204 бомбардувальники в атаці на Бірмінгем. Саутгемптон був атакований 121 бомбардувальником 23/24 листопада, і літаки II./KG 55 знову очолювали цю атаку. 27/28 листопада KG 55 залучалася до нальоту на Ліверпуль (324 бомбардувальники) і 28/29 листопада — у продовженні повітряного наступу на Лондон (335 літаків). В останню ніч місяця 30 листопада/1 грудня 1940 року 128 літаків бомбардували Саутгемптон. III./KG 55 брала участь у всіх цих операціях.
Ночі 6/7, 7/8 і 11/12 грудня Лондон був головною ціллю для всіх трьох груп. Борнмут і Ексмут також зазнали удару III./KG 55. 12/13 грудня ескадра повернулася до ударів по ворожій столиці. Серед найбільш руйнівних атак була операція «Місячна соната» (нім. Mondscheinsonate), яка була кодовим словом для атаки на Ковентрі 14 листопада 1940 року. Після того, як KGr 100 випустили свої запалювальні бомби, 16 He 111 II./KG 55 скинули суміш на освітлювальних бомбах LC 50 на парашутах та п'ять важких бомб загального призначення SC 1800 та 11 SC 1400 SC (нім. Sprengbomb-clyindrisch) з тонким корпусом, щоб завдати максимальної шкоди поверхні. Це були найважчі німецькі бомби, що використовувалися при бомбардуванні Британії. Ще п'ять SC 500 і 2412 запалювальних бомб було скинуто. Повний місяць і відсутність хмар зробили використання метод Нікебейна зайвим. Атака була успішною, і значна частина центру міста була зруйнована. I. і III./KG 55 брали участь в основних хвилях бомбардування. Тим часом, частка I./KG 55 завдала удару по Борнмуту та Портсмуту.
У грудні погода зіпсувалася і нічні операції стало проводити набагато складніше. Того ж місяця авіагрупи KG 55 передали V авіаційному корпус 3-го флоту. Протягом останнього місяця 1940 року II./KG 55 брала участь в 11 авіанальотах усіма 30 своїми літаками.
Під час атаки на Бристоль у ніч на 24 листопада ескадра зазнала першої втрати, коли член екіпажу загинув у результаті зенітного вогню, але в цілому 55-та бомбардувальна ескадра мала незначні втрати, попри інтенсивний режим зимових операцій. Цього разу екіпажам було наказано розширити свої обов'язки та звітувати про погодні умови для наступних хвиль. Особливою проблемою було обмерзання планерів на великих висотах. Радисти були зобов'язані негайно доповісти та використовували для цього W/T. Британські Y-станції змогли перехопити передачі, що своєю чергою допомогло їм ідентифікувати авіаційний підрозділ Люфтвафе трохи раніше. 12/13 грудня екіпажи ескадри брали участь у нальотах на Шеффілд та 21/22 грудня — на Ліверпуль. Дві ночі поспіль з 22 на 24 грудня KG 55 виконувала завдання, здійснюючи потужне бомбардування Манчестера та Плімута. III./KG 55 цієї ночі атакувала Бірмінгем.
Протистояння технологій та розвідки постійно наростало. Королівські ПС швидко виявили метод Нікебейна та ефективно протистояли йому. Однак система X-Verfahren, що використовувалася серед пілотів і деяких німецьких бомбардувальників, не була викрита.
У січні 1941 року темп проведення бомбардувальних нальотів був зменшений через британську погоду. Усі групи брали участь в операціях на Бристоль 3/4 січня 1941 року, Манчестер 9/10 січня, Портсмут 10/11 січня та Лондона наступної ночі. Авіанальоти на Ейвонмут 16/17 і Суонсі 17/18 січня стали першими на ці міста. Записи показують, що під час операції в Портсмуті 19 бомбардувальників He 111 II./KG 55 скинули 18 освітлювальних ракет LC 50, вісім SC 1800, сім SD 1400 (бомби нім. Sprengbombe Dickwandig, які мали певну пробивну здатність для бронебійних цілей) і сім бомб SC 1000. Сувора погода призупинила нальоти II./KG 55 з аеродрому в Шартрі до березня 1941 року. Так само, III./KG 55 перебувала на базуванні у Віллакубле.
11 лютого I./KG 55 передислокувалася до Ле-Бурже, а дві інші групи відновили роботу зі своїх баз. 10/11 березня Люфтваффе бомбардувало Портсмут і у Вест-Мідлендс у ніч на 11/12 число. KG 55 усіма силами, включаючи штаб./KG 55 вилетіло на бомбардування Бірмінгема. Напад примітний тим, що 5 пілотів II./KG 55 цієї ночі втратили два He 111 від атак нічних винищувачів — пілот-фельдфебель Карл Брюнінг став військовополоненим, але його екіпаж був збитий «Дефайент» 264-ї ескадрильї RAF флаїнг-офіцера Фредеріка Г'юза. Пілот оберфельдфебель Карл Сінгл був збитий «Харрікейном» 96-ї ескадрильї Королівських ПС сержанта Макнейра, троє членів його екіпажу загинули. 14/15 березня KG 55 провела відволікаючі рейди на Шеффілд та Плімут, щоб дати можливість іншим підрозділам можливість бомбити Глазго. Один бомбардувальник був збитий «Бофайтер». Зростаюча ефективність нічних винищувачів спричинила збільшення втрат німецьких бомбардувальників.
З 16 по 22 квітня були здійснені останні авіаційні нальоти на Британські острови: на Галл, Саутгемптон, Ейвонмут, Лондон, Бристоль, Клайдсайд і Девонпорт; втрати склали два сильно пошкоджені «Гейнкелі». 6 квітня 1941 року KG 55 виділили для участі у протикорабельних операціях в Ірландському морі. До 3 червня її пілоти провели 73 операції і потопили два кораблі, пошкодивши ще 12, втративши при цьому один бомбардувальник.
До того часу, коли 55-та бомбардувальна ескадра припинила свою участь у нальотах на Британію, її льотчики здійснили 4742 бойових вильоти на Британські острови. З 24 червня 1940 року до 11 червня 1941 року 3300 бойових вильотів було спрямовано проти судноплавства та гаваней, 700 — проти промислових цілей, 391 — розвідувальний політ і 350 атак на аеродроми. Під час нічних місій лише 10 екіпажів KG 55 були виявлені та вражені ворожими нічними винищувачами з вересня 1940 по травень 1941 року.

### Східний фронт

#### Операція «Барбаросса»

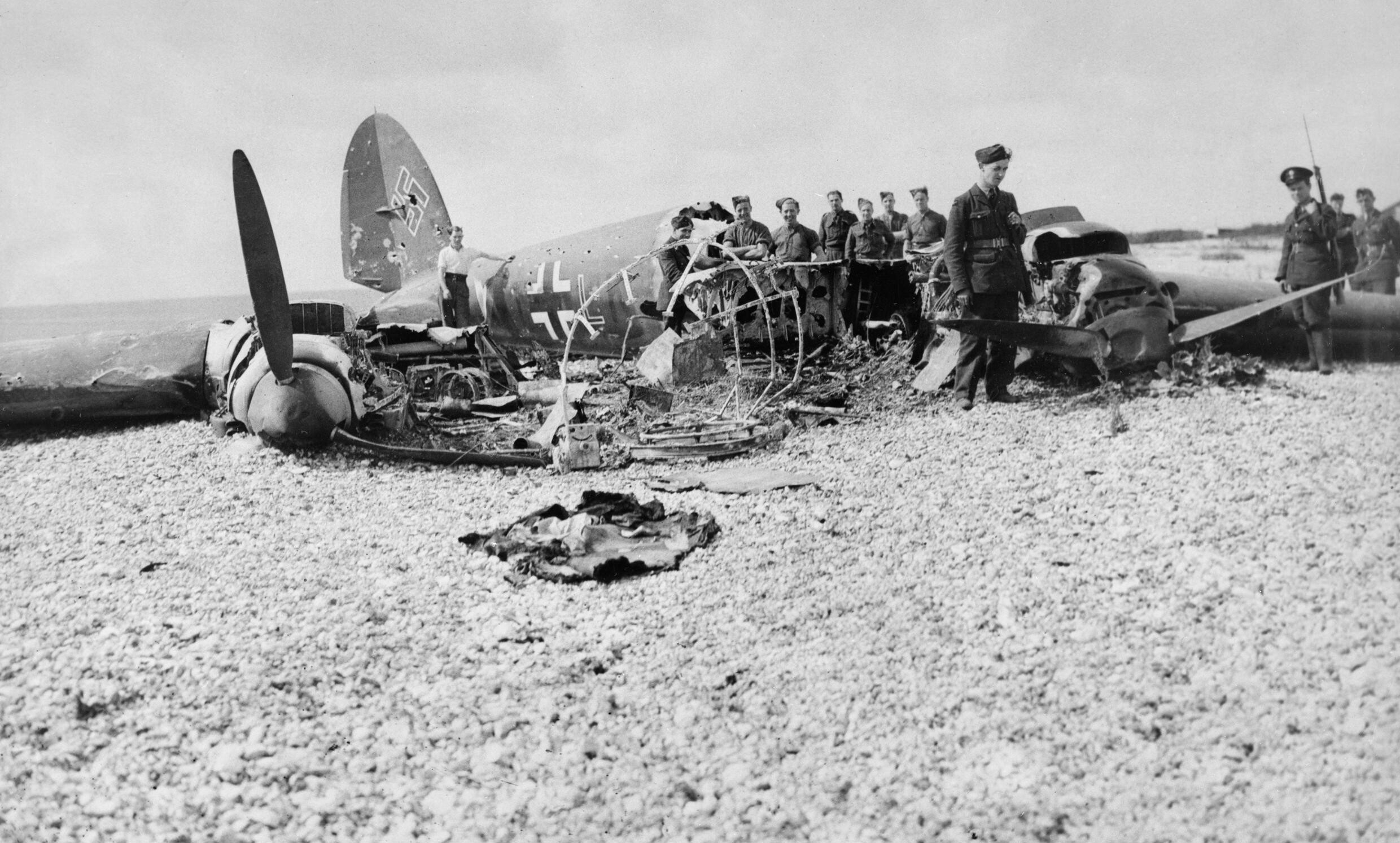
Збитий у районі Селсі, Західний Сассекс літак He 111 H 2./KG 55. 1940

55-та бомбардувальна ескадра буквально в останню хвилину почала передислокацію своїх підрозділів до східних кордонів Рейху в рамках підготовки до операції «Барбаросса». З'єднання підпорядкували V авіаційному корпусу 4-го повітряного флоту. Штаб ескадри I., III. авіагрупи здійснили перегрупування зі своїх баз у Франції до Замостя в Польщі. II. авіаційна група під командуванням майора Ернста Кюля розташувалася на аеродромі Клеменсово на південний схід від Любліна. На 22 червня штабна ескадрилья мала шість He 111, усі в робочому стані, і два Bf 110, один з них у робочому стані. I./KG 55 мала у строю усі 27 He 111, II./KG 55 22 з 24 бомбардувальників, готових до бою, а III. група — 24 з 25 у боєготовому стані. 8 березня 1941 року було сформовано резервну ескадрилью (нім. Erganzungstaffel) у IV. групі, але вона залишилася на авіабазі в Діжоні у Франції та перебувала там до 4 травня 1944 року. У відповідності до замислу операції KG 55 мала забезпечити повітряну підтримку наземних військ групи армій «Південь», яка наступала на Україну.
У перший день вторгнення III. група атакувала аеродроми в Луцьку та Млинові. За 22 червня ескадра втратила сім літаків. Наступного дня «Гейнкель» 8./KG 55 був збитий зенітним вогнем над Луцьком, екіпаж вистрибнув, але згодом наступаючі німецькі війська виявили тіла своїх льотчиків, застрелених пострілами в голову. Двоє чоловіків були знайдені в будинку місцевого комісара. II. група атакувала аеродроми у Львові, Адамах, під Буськом, Залосах. Пілоти III./KG 55 того ранку розбомбили аеродроми в Дубно та Києві. Після знищення та захоплення понад 4000 радянських літаків у перші тижні вторгнення Люфтваффе захопило повне панування в повітрі. 25 червня II./KG 55 знову атакувала аеродром під Києвом, тоді як III. група 23 червня розбомбила зосередження військ Червоної армії в районі Влодзімежець-Луцьк, після чого 25 червня атакувала залізничну систему Ковель-Сарни. До 25 червня V авіаційний корпус завдав ударів по 77 аеродромах у перші три дні, здійснивши 1600 бойових вильотів. Авіаційний корпус заявляв про знищення 774 радянських літаків на землі. При цьому розвідувальні частини та авіаційний корпус втратили 55 знищених і 37 пошкоджених літаків.
26 червня 1941 року авіагрупи KG 55 брали участь у боях на підтримку 1-ї танкової групи, яка діяла проти наземно-повітряних сил радянського Південно-Західного фронту. Не маючи пікіруючих бомбардувальників або штурмовиків, авіаційний корпус був змушений використовувати свої середні бомбардувальники для безпосередньої підтримки наступаючих військ. KG 51, KG 54 і KG 55 були змушені проводити безперервні атаки на малих висотах по контратакуючих частинах радянських військ. Операції були дорогими, але зменшили тиск на танкову групу. 26 червня під час нальоту на штаб радянського 15-го механізованого корпусу був поранений командир генерал-майор Гнат Карпезо. Атаки завдали серйозних затримок радянським формуванням, які наступали з боку Києва. У період з 22 по 30 червня Червона армія втратила 201 танк — переважно перед фронтом наступу 1-ї танкової групи. Внаслідок запеклих боїв KG 55 доповіла про втрату 46 He 111, 24 з них було повністю втрачено. Ескадри KG 51 втратили 30 знищених і дев'ять пошкоджених бомбардувальників, тоді як KG 54 — 16 «Юнкерсів Ju 88». Попри значні втрати, 1 липня три «гешвадери» зірвали організований відхід радянських військ до Києва, розгромивши піхотні колони, що під ударами німецьких 6-ї та 17-ї польових армій відходили на схід. Авіаційне командування доповідало про знищення 200 автомашин і 40 танків.

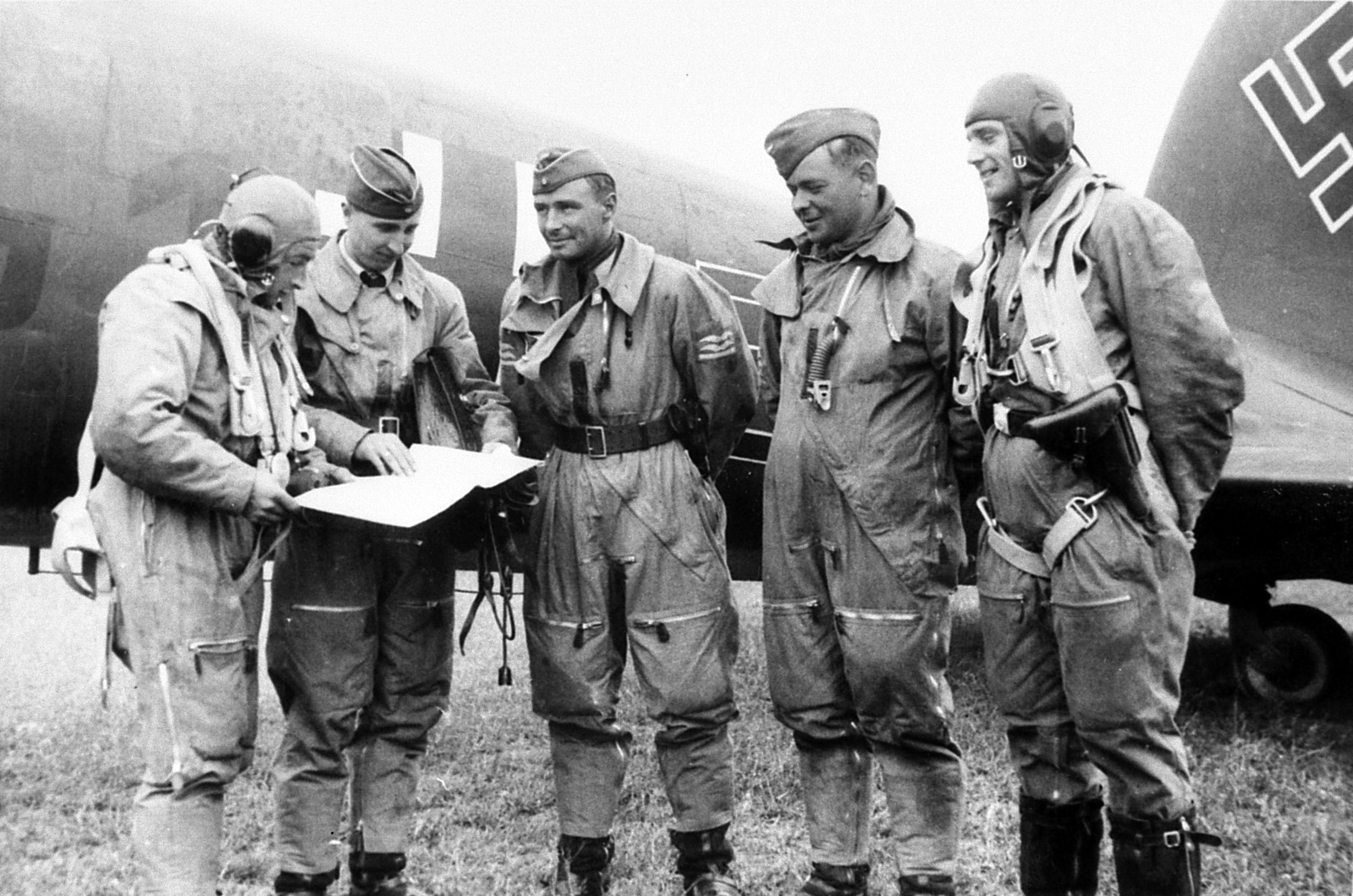
Інструктаж льотчиків He 111 P KG 55 перед бойовим вильотом. 1940

У липні пріоритетом KG 55 і всіх бомбардувальних підрозділів 4-го повітряного флоту було визначено блокування роботи залізничного транспорту у придніпровській смузі. Через погану мережу радянських автомобільних та шосейних доріг в Україні, погано підготовлені комунікаційні маршрути не підходили для транспортування великої кількості військ та техніки, тому Червона армія покладалася на залізничні системи як основні логістичні потужності для матеріально-технічного забезпечення своїх військ. Величезні відстані впливали на ефективність дії винищувачів супроводу. 1 липня 1-ша танкова група захопила Бердичев, просунувшись за три дні на 75 км. Авіація KG 55 була потрібна для підтримки її підрозділів, але передовий аеродром винищувальної ескадри JG 3, який зараз знаходився в Луцьку, був поза зоною досяжності. Отже, бомбардувальникам Люфтваффе доводилося діяти без винищувального прикриття. Як наслідок, II. авіагрупа втратила чотири бомбардувальники в боях з радянськими винищувачами. I. група також була активною, бомбардуючи залізницю та об'єкти постачання поздовж Дніпра між Києвом і Черкасами. Група також атакувала залізничні та автомобільні шляхи сполучення між Житомиром і Києвом. 5 липня було завдано удару по оборонних позиціях радянських військ на рубежі Київ–Коростень. 6 липня розбомблено Бердичів-Сквира та 9 липня — Київський вокзал. 11 липня групу перенацілили на удари по колонах Червоної армії південніше Махнівки. 20 липня авіаційну групу перекинули з Лабуне до Боярів. Звідси група здійснила перший авіаційний наліт на Москву 21-22 липня 1941 року. 25 липня її перемістили на аеродром під Житомиром.
II. і III. активно діяли на цьому напрямку. Після того, як 26 червня було завдано удар по зосередженню радянських танків поблизу Лешнюва, 28 червня пілоти авіаційних груп повторили те ж саме в районі Топорова та атакували аеродром Бердичів. З 1 по 6 липня на шляху Вінниця-Житомир-Київ німці бомбили автомобільний і залізничний транспорт. 7 і 11 липня були атаковані Житомир-Жмеринка і Новоград поблизу Житомира. II. групу перекинули до Млинова на сході Польщі, потім до Бояр північно-східніше Мінська. Звідси 22 липня вона почала бомбардувати Москву запалювальними бомбами, поцілюючись у Кремль — резиденцію більшовицького уряду. 30 липня вона розбомбила Брянський вокзал. III. група атакувала мости в Каневі (11 липня), Коростень (16 липня), Москву (21/22 липня) та Житомир (22 липня).
55-та бомбардувальна ескадра відіграла важливу роль у битвах за Київ та під Уманню, у яких вермахт фактично знищив три радянські армії Південно-Західного фронту, убивши або полонивши 600 000 солдатів. Пілотами I./KG 55 тільки в цих боях було знищено 58 залізничних вагонів, 675 вантажівок і 22 танки. 7 серпня в результаті контратаки Червоної армії німецький плацдарм 1-ї танкової групи під Дніпропетровськом був відкинутий. Для ліквідації загрози на цей напрям була кинута уся наявна авіація. KG 55, KG 54 і KG 51 записали на свій рахунок знищення 148 автомашин і 94 танків.
З 3 по 10 серпня I. група атакувала оточені радянські війська поблизу Умані. 3 серпня вона також розбомбила аеродром Лубни, 12 серпня Саблонов, а 29 серпня Київ був атакований з нових баз під Кіровоградом. 6 і 8 вересня пілоти групи бомбардували радянські аеродроми навколо Харкова, а потім розбомбила Полтавську залізницю. Ймовірно, 28 серпня удару піддався Полтавський аеродром. 18 вересня група продовжила дії проти цілей у Дніпропетровську та в Карлівці. 25 вересня льотчики групи бомбили цілі в Харкові.
II. група бомбила Гомель і здійснювала бойові вильоти на підтримку наступу сухопутних військ вермахту на Ніжин. 1 вересня Він атакував кіровоградські залізниці. 2 вересня пілоти підрозділу провели повітряну розвідку району Дніпропетровська. Більшу частину вересня група атакувала залізничне сполучення, що курсує з Харкова до Полтави. 10 вересня бомбардувальники завдали удару по Корсуню на схід від Києва та 12 вересня по аеродрому у Семенівці. 21 вересня був атакований залізничний вокзал Харкова, а потім — Харків-Куп'янськ і Харків-Бєлгород. 22 вересня KG 55 атакувала дороги на схід від Харкова, а також позиції 558-го і 596-го протитанкових полків Червоної армії. Згодом командування 4-го повітряного флоту перенаціліло удари бомбардувальної авіації на радянські війська, що зосереджувалися південіше. Метою були рухомий склад і локомотиви. Окремі групи відправлялися на вільне полювання, щоб охопити величезний район між Курськом і Сталіно. Операції бомбардувальників виявилися настільки успішними, що радянським військам довелося здійснювати транспортні перевезення лишень уночі.
Найпомітнішою подією цієї групи стала перша битва за Харків. 17 жовтня німці розбомбили залізничне сполучення на шляху Куп'янськ-Валуйки і 20 жовтня дорогу Харків-Волчанськ. 27 жовтня були атаковані залізничні цілі в Мелітополі, 3 листопада — у Ростові і 12 листопада у Свободі в контексті підготовки до наступу на Ростов. Втім, буквально напередодні німецького наступу на це місто, групу було передислоковано до аеропорту Сент-Андре-де-л'Ер у Франції, де II./KG 55 залишалася до квітня 1942 року. На південному фасі німецько-радянського фронту залишилася III. група, яка 6 жовтня розбомбила танковий завод у Краматорську. 16 і 18 жовтня вона бомбила цілі в районі Ростова і Харкова. Потім її перекинули до Криму і 30 жовтня німецькі пілоти розбомбили порт Керч, а 5 листопада — Ростов. 30 листопада льотчики провели останній бойовий виліт у 1941 році і перемістилися до французького Нанту, де перебували до 29 квітня 1942 року. I. групу також зняли з фронту з-під Кіровограда і відправили до Відня на переозброєння та відновлення боєздатності. 18 листопада її перекинули до Мелена у Франції, де вона була до 31 грудня 1941 року.

#### Операція «Блау», Кавказ та Сталінград
Контрнаступ Червоної армії під Москвою майже знищив групу армій «Центр» і наприкінці грудня 1941 — початку січня 1942 року, вичерпавши свої спроможності, зупинився. Німецькі наступальні операції на Східному фронті завершилися: «Барбаросса» зазнала поразки, не досягши визначеної цілі. Командування Люфтваффе, переживши основні події цієї зими, розпочало вживати заходи щодо відновлення своїх сил та нарощування їх на певних напрямах. Штаб KG 55 було передано з-під командування IV авіаційного корпусу IX повітряному корпусу. Він був переміщений на авіабазу Евре-Фовіль разом з рештою KG 55. 7 березня 1942 року кількість літаків була скорочена до трьох. 24 квітня 1942 року KG 55 підпорядкували командиру VIII авіаційного корпусу й ескадру перекинули в екстреному порядку до Криму, через різке загострення обстановки. У грудні 1941 року радянські війська висадилися в Криму поблизу Керчі, і у квітні 1942 року KG 55, разом з KG 27, KG 55 і KG 100, було направлено на допомогу 4-му повітряному флоту та 11-й польовій армії знищити радянський плацдарм. У ході ведення боїв пілоти KG 55 здобули певного успіху, пошкодивши радянський есмінець «Способний» і крейсер «Фрунзе», що будувався, ціною втрати одного бомбардувальника.
З усіх підрозділів ескадри лише I. група стала єдиним винятком. 1 січня 1942 року бомбардувальники повернулися на південь Росії з Мелен-Вілларош. І вже 6 січня група атакувала залізничні цілі в Міллерово, 15 січня у Владиславці і 16 січня — зенітно-артилерійські батареї вздовж Петропавлівки та Олександрівської. Цілі в районі виступу Ізюм-Слов'янськ-Лозова на південний схід від Харкова були розбомблені наприкінці січня, а 31 січня здійснювалася авіаційна підтримка своїх військ під Феодосією і 13 лютого під Барвінкове. 21 лютого ескадрильї групи атакували цілі на залізниці між Блиснєсами та Барвінкове, 27 лютого — Кіровоградом — Конотопом, 9 березня — під Ізюмом та 10 березня у Валуйках східніше Харкова. 18 березня авіагрупа завдавала ударів по радянських військах на виступі Ізюм-Слов'янськ-Лозова. Вона діяла над Азовським морем, атакуючи судна з підкріпленням. Останньою відомою операцією в цьому районі було знищення ділянки залізниці: знову була обстріляна лінія Кіровоград — Конотоп. З 8 по 15 травня групу відрядили на підтримку групи військ Еріха фон Манштейна в Криму. Пілоти брали участь в операції «Полювання на дрохв»: німці атакували Джанкой, Багерово, Керч і цілі в Азовському морі. Один He 111 з групи був збитий унаслідок повітряного тарану. 15 травня I. групу перекинули до Сталіно. 21 квітня група пошкодила тральщик «Комінтерн» і потопила транспортне судно, і до цього часу здатність Чорноморського флоту постачати радянські війська в Севастополі була суттєво обмежена. Бомбардуванню піддалися порти Анапи, Туапсе і Новоросійська.
II. і III. групи з'єднання підключилися до Кримської кампанії пізніше. 10 травня II./KG 55 атакувала колони Червоної армії на дорозі Мараєвка-Керч і через п'ять днів була виведена на підтримку німецьких військ в районі Ізюм-Куп'янськ. 19 травня її льотчики здійснили тактичне десантування в районі Харкова. III. група бомбардувала цілі в Керчі та навколо неї з 8 по 10 травня. В останній день група втратила п'ять He 111 в бою. Загалом KG 55 втратила вісім бомбардувальників цього дня. Згодом група перебазувалася до сектору Ізюм-Куп'янськ для проведення операції «Фрідерікус». Діяльність KG 55 в Криму завершилася. На початку липня 1942 року кампанія на півострові завершилася падінням Севастополя. 11 червня 1942 року KG 55 здійснила свій 15 839-й бойовий виліт.
У травні 1942 року KG 55 у складі IV авіакорпусу перекинули на північ для протидії радянському наступу на Харків. I. група майже одразу поринула у повітряні бої із радянськими винищувачами. Капітан Іван Пилипенко керував шістьма І-16 із 40-го винищувального авіаполку, які збили три He 111. У бойовому журналі KG 55 зазначалося, що «російські бійці рідка демонстрували таку силу, як на цій ділянці фронту». III. група здійснювала у середньому 49 вильотів на день, скинувши між 13 і 17 травня 7,75 тонн бомб на ворога. Через декілька днів після завершення Харківської операції 55-та ескадра взяла участь в операції «Вільгельм» на вовчанському напрямку, підтримуючи наступ німецької 6-ї польової армії, яка мала захопити місто та забезпечити плацдарм для запланованої операції «Блау», німецького літнього наступу, спрямованого на захоплення кавказьких нафтових родовищ. Взяття Ростова дозволило німецькому угрупованню армій прорвати стратегічну оборону Червоної армії та розпочати наступ на Північний Кавказ. Курт Пфлюгбайль, командир IV авіаційного корпусу, наказав KG 55 і його групам підтримувати просування групи армій «A» до річки Дон. Цілями KG 55 були мости, залізничний та автомобільний транспорт. На ранньому етапі операції «Блау» Люфтваффе мала перевагу в повітрі. III./LG 1, KG 51 і I./KG 100 підтримували KG 55. ZG 1 забезпечувала безпосередню підтримку з повітря, а JG 52 і JG 53 супроводжували винищувальне прикриття.
На 1 липня 1942 року I. група мала 30 боєготових He 111H-6. 4 липня Острогозьк був атакований літаками групи, а 8 липня її перемістили з-під Харкова на Барвінкове. 16 серпня бомбардувальна авіація почала наступ на Сталінград, задовго до того, як німецькі передові підрозділи прорвалися до околиць міста. II./KG 55 розпочала наступ, маючи 33 бомбардувальники в строю. Бомбардування Старобільська 10 липня продовжувалося рейдом на Краматорськ 14 липня. Того ж дня німецька авіація завдала удару по Луганську, а потім атакувала радянські нафтові танкери та інші транспортні засоби, що рухалися річкою Волга. Потім її перекинули до Криму, звідкіля її льотчики 10 серпня атакували Новоросійськ, а 18 серпня розбомбили залізничні лінії навколо Туапсе. Пізніше літаки перемістилися до Морозовська.
10 червня III. група атакувала цілі в районі Бузелівки, 12 червня — біля Гракове й 22 червня знищила міст у Куп'янську. 25 і 27 червня її ескадрильї розбомбили залізничну станцію «Свобода». В журналі бойових дій зафіксовано, що станом на 1 липня в строю все ще було 30 He 111. 14 липня льотний склад з літаками перемістився від Харкова до Краматорська. Для ведення протикорабельних дій від групи була виділена 9-та ескадрилья, що атакувала цілі над Чорним морем. 31 липня 7-ма та 8-ма ескадрильї провели рейд на комунікаційні шляхи на Волзі. З 24 по 31 липня 1942 року група здійснювала у середньому 23 вильоти на день і скидала 29 тонн бомб. 5 серпня група передислокувалася до Саморська у східному Криму і почала підтримку німецьких військ на Кавказі. 17 серпня вона завдала удару по Темрюку на Таманському півострові, а через два дні — по гавані Туапсе. 23 серпня вона розбомбила залізничне сполучення Саратов-Астрахань.
23 серпня 1942 року почалася Сталінградська битва. KG 55 брала активну участь у бомбардуванні міста — як «килимовому», так і прицільному бомбардуванні конкретних цілей. За перші два дні повітряних ударів бомбардувальники 4-го повітряного флоту скинули на місто понад 1000 метричних тонн бомб. Така інтенсивність продовжувалася до вечора 25 серпня. Незабаром Ради повідомили про відключення водо- та електромережі. 26 серпня в детальному звіті Радянського міського комітету оборони були наведені такі цифри втрат: 955 загиблих і 1181 поранених. Через бої, що послідували, і високу кількість загиблих неможливо дізнатися, скільки ще загинуло під час повітряних атак. Цифра була вищою, ніж у початкових звітах, але повідомлення про десятки тисяч смертей під час триденного рейду не заслуговують на довіру.
У ході Сталінградської битви KG 55 зазнавала значних втрат. До 20 вересня I./KG 55 мала лише 15 діючих He 111 з 29. У результаті її відправили на відновлення боєздатності й відпочинок до Криму, які тривали до 5 листопада 1942 року. Приблизно таки ж дані по боєготовій техніці доповідала II./KG 55. 4 жовтня німецькі бомбардувальники здійснили масштабний наліт на місто, а 22 жовтня бомбардували район Гашті. 17 листопада група атакувала радянські позиції у смузі наступу 3-ї та 4-ї румунської армій. Пілоти III./KG 55 атакували місто 30 серпня та 18, 21, 22 і 23 вересня. На відміну від колег ця авіагрупа мала дещо вищий показник готовності за станом на 20 вересня; 19 з 31 He 111 були боєздатними. III/ група виконувала 28-денне бомбардування з 28 вересня по 24 жовтня 1942 року, скинувши 2490,25 тонн бомб.
19 листопада 1942 року Червона армія розпочала операцію «Уран», результатом якої стало повне оточення армій Осі в місті. Авіаційне командування кинуло усі наявні сили на прорив кільця. З 21 по 24 листопада I./KG 55 атакувала цілі по периметру Сталінграда: Клетська (21 і 22 листопада), Перелазовський (23 листопада), Сеясновська (24 листопада), Чеміська і Сеясновська (25 листопада). 29 листопада, 8, 12, 19 і 24 грудня льотчики авіагрупи виконували завдання з постачання повітрям оточених військ. Але через загострення обстановки на південному фланзі німецько-радянського фронту 2 січня 1943 року її перекинули в Новочеркаськ, щоб уникнути ударів у відповідь. У січні група була змушена обмежити польоти до одного літака на день і 20 січня здійснив політ на аеродром Гумрак, а 30 січня здійснив останній політ над Сталінградом. 2 лютого групу перевели до Сталіно — у день остаточного розгрому військ Осі у Сталінграді.
II./KG 55 також активно діяла у битві під Сталінградом. 20 листопада вона розбомбила радянську бронетехніку біля Клетської північно-західніше Сталінграда. Того ж дня KG 55 втратила командира групи Ганса-Йоахіма Габріеля під час повітряних боїв над містом. 26 листопада проведено бомбардування цілей у районі Черні-Сівської. Німецька група діяла з аеродрому Пітомник до 29 листопада. 30 грудня III./KG 55 з аеродрому у Пітомнику розпочала місії з постачання необхідного майна, продовольства та боєприпасів обложеним військам. 2 січня її вивели з цієї бази, останню операцію постачання група провела 18 січня, а 2 лютого 1943 року перелетіла до Сталіно.
2 лютого останні німецькі частини капітулювали в обложеному Сталінграді. KG 55 брала активну участь у постачанні, але змогла скинути на парашутах лише невелику частину припасів від близько 90 тонн, які потребувала 6-та армія генерала Паулюса щодня. У боях над Сталінградом було втрачено понад 165 He 111, втрати KG 55 становили 59 одиниць. Сумарно «гешвадер» доставив 3296 тонн припасів, включаючи 1541 тонну продовольства, 768 тонн боєприпасів і 1110 тонн пального. KG 55 також евакуювала 9028 поранених солдатів.

#### Третій Харків, Крим і стратегічні бомбардування
До весни 1943 року 55-та бомбардувальна ескадра залишалася на Східному фронті, діючи на Донбасі та на Кубані. 9 лютого I група завдала ударів по цілям у Батайську; наступного дня ВПС РСЧА розбомбили базу групи. 15 лютого підрозділ атакував цілі під Краматорськом, 19 лютого — під Стефанівкою та Гулобівкою та 28 лютого — у Політодійському. 1 березня в строю перебувало 16 He 111H-16 і 19 He 111H-6. У квітні її було передано IV повітряному корпусу. Штаб./KG 55, який на той час базувався в Саках, 1 травня перемістився до Сталіно. Літаки були передані до інших груп, а штаб переїхав потягом до Барта, на відпочинок, переозброєння та відновлення боєздатності. 1 травня 1943 року I групу було перейменовано в III./LG 1. 10 червня в Сталіно з 10-ї транспортної авіагрупи та K.Gr.z.b.V.5. була сформована нова група з таким номером. 20 травня її перевели до Вісбадена, а 29 серпня 1943 року до Ландсберг-ам-Леха. Нетривалий час частина залучалася до проведення нічних розвідувальних польотів над північно-східною Італією, шукаючи можливі напрями вторгнення для операції «Аксе» на випадок, якщо італійці спробують вийти з Осі.
З лютого 1943 року II./KG 55 діяла над Таманським півостровом та на напряму Армавір-Краснодар, базуючись у Саках. 13 лютого у неї в строю залишилося тільки сім He 111H-6. 1 березня групу почали переозброювати на більш сучасні H-16, а 11 квітня вона вже здійснила рейд на Батайськ на модернових літаках. 15 квітня пілоти завдали удару по Новоросійську і 18 квітня по позиціях радянської зенітної артилерії в Лабардинці, а також цілей уздовж Таманського півострова з 27 квітня по 4 травня. 11 травня 1943 року група здійснила свій 10 000-й виліт. В останні дні травня активно бомбардувала об'єкти на Тамані, станицю Кримську, цілі Краснодар. Згодом удари перемістилися в центральний сектор на Сєччинську та Карачев.
III./KG 55 провела Новий рік і весну, підтримуючи оборонні операції вермахту на Тамані, в районі Ростова та Анастасіївки 7 лютого її власну базу було розбомблено. 23 лютого групу перекинули до Кіровограда для підтримки контрнаступу Манштейна під Харковом, де вона виконувала завдання до 14 березня. 18 числа пілоти розбомбили Бєлгород і передислокувалися назад до Кіровограда та Саморська в Криму для проведення операцій над Таманським півостровом. Послідували бомбардування Кримської (3 і 4 травня), Тихорецьк-Кропоткінської (16 травня), Руської (25 травня), Кримської (26 травня) і наступ на станцію Кропоткін. 30 травня група провела останню операцію перед перельотом на північ для підготовки до участі в операції «Цитадель». Базою був аеродром Сещинський.
З червня 1943 року, напередодні наступу вермахту на радянські армії, які захищали виступ на Курській дузі, II. і III. авіаційні групи взяли участь у стратегічному бомбардуванні. Начальник генерального штабу Люфтваффе Ганс Єшоннек і офіцер його оперативного штабу Рудольф Майстер були головними прихильниками атаки на промислові сектори. Основною ударною силою німецької авіації було визначено 6-й повітряний флот генерала Роберта Ріттера фон Грайма, якого підтримував 4-й флот. Загалом авіаційну підготовку операції «Цитадель» здійснювало сім бомбардувальних ескадр — KG 55, KG 3, KG 4, KG 27, KG 51, KG 53 і KG 100. Вважалося, що таким чином Люфтваффе зможе надати максимальну підтримку діям наземних військ.
Одними з найбільш важливих цілей повітряної наступальної операції було визначено об'єкти радянської авіаційної промисловості. Завод № 24 у Куйбишевській області виробляв чверть усіх авіаційних двигунів Радянського Союзу і 85 % усіх двигунів Іл-2, завод № 26 в Уфі — 31 % загального виробництва і 60 % усього виробництва двигунів для винищувачів; завод № 16 у Казані виробляв 12 % загальної кількості та 60 % усіх двигунів для середніх бомбардувальників, завод № 45 у Москві, із п'ятьма % всього, але 15 % двигунів Іл-2, і, нарешті, завод № 21 у Горькому з п'ятьма % загального виробництва та однією десятою всього виробництва двигунів для винищувачів стали найголовнішими цілями. До переліку основних цілей також увійшли три з п'яти заводів з виробництва кулькових підшипників, завод синтетичного каучуку в Ярославлі (23 % виробництва) і нафтопереробні заводи разом із металургійними заводами СРСР. Додатковими об'єктами для стратегічного бомбардування також визначилися заводи з виробництва танків і бронетехніки. Найбільш привабливою ціллю був танковий завод у Горькому, оскільки він виробляв 15 % Т-34 і був найбільшим танковим заводом західніше Уралу. Також проектувальники визначили за ціль Державний автомобільний завод № 1 ім. Молотова, найбільший автомобільний завод країни, який виробляв менш небезпечні Т-60 і Т-70. Завод № 112 «Красне Сормово» потрапив під приціл через виробництво боєприпасів.
4 червня 1943 року операція почалася. II. група 4 червня брала участь у рейдах на танковий завод у Горькому, нафтопереробні та шарикопідшипникові заводи в Саратові, а також цілі в Ярославлі. 4/5 червня бомбові удари завдали 128 He 111 і Junkers Ju 88 з III./KG 1, KG 3, II. і III./KG 4, KG 27, I./KG 100 і II. і III./KG 55, які скинули 179 тонн бомб на завод № 1 ім. Молотова. Загорілося багато цехів дерев'яної конструкції. Водопостачання було перекрито, і велика частина інфраструктури заводу згоріла. Наслідки були катастрофічними для Рад. Нападники втратили п'ять бомбардувальників. 8 червня радянські 1-ша, 2-га і 15-та повітряні армії атакували німецькі аеродроми у відповідь. JG 51 перехопив і збив 40 радянських бомбардувальників, втративши лише один винищувач.
Протягом наступних двох ночей німецька авіація повернулася, щоб атакувати ремонтні майстерні, піднявши в повітря 300 бомбардувальників. Під час повторних атак з 4 по 22 червня всі 50 будівель заводу, 9000 метрів конвеєрів, 5900 одиниць технологічного обладнання та 8000 двигунів було знищено або пошкоджено. Російська влада досі не повідомляє, скільки людей було вбито під час цього рейду. Німецькі оцінки часів війни становлять 15 000, але вони не підтверджуються. Підрозділи He 111 загалом скинули 1015 тонн бомб, втративши лише шість літаків, хоча радянська сторона заявила про 145. Німецькі бомбардування вивели зі строю процеси та виробничу лінію легких танків Т-70. Приблизно половина радянського виробництва легких танків — 5134 з 9375 у 1942 році — виготовлялася саме там. Завод № 112 випускав танк Т-34, який мало постраждав від нальотів. Ремонт був швидким і завершений протягом шести тижнів. Радами було збільшено виробництво нічних винищувачів і прожекторів. 18 серпня завод був повністю запущений. У четвертому кварталі 1943 року він перевищив виробничі квоти на 121 %. Завод № 112 продовжував виробляти 2851 Т-34 у 1943 році та 3619 у 1944 році порівняно з 2718 у 1942 році.
11 червня KG 55 атакувала залізницю в районі Кантемирівки та Розсоші. Вніч з 14 на 15 червня 1943 року авіація повернулася до бомбардування Саратова. Протягом червня 9-та ескадрилья, оснащена Ju 88C-6, атакувала залізничні цілі. 9 і 20 червня німецька авіація бомбардувала Ярославль відповідно 102 і 88 бомбардувальниками, які скинули 324 тонни бомб. Наліт 138 He 111 9/10 червня коштував німцям трьох бомбардувальників. Втрати зростали, оскільки радянські нічні винищувачі скористалися більш світлими літніми ночами. Під час атаки 13/14 червня, рейду 20/21 червня, 21/22 червня було втрачено один бомбардувальник (KG 27), шість (один з KG 3, два з KG 1 і три з KG 27).

#### Від Курської дуги до Білорусі
З 21 червня KG 55 базувалася поблизу Харкова разом з винищувальними авіагрупами II./JG 3 і II./JG 52. Штаб, II. і III. групи отримали накази підтримувати наступ на південному фланзі, де під час операції «Цитадель», здебільшого атакували 4-та танкова армія та ІІ танковий корпус СС. У майбутній битві йому протистояла потужна радянська 2-га повітряна армія, яку підтримувала 17-та повітряна армія.
5 липня 1943 року II./KG 55 атакувала радянські позиції з переходом у наступ наземних військ. Німці розбомбили Гремучій і Гостищево, які 51-ша гвардійська стрілецька дивізія обороняла від атак 3-ї танкової дивізії СС «Тотенкопф». У сутичці, що виникла 12 винищувачів Як-1 з 27-го вап і 10 Ла-7 з 41-го гап атакували і збили два «Гейнкелі», пошкодили третій. Частині СС вдалося прорвати оборону та захопити перші позиції радянської дивізії. 5, 8 і 9 липня німецька група продовжувала бомбити цілі в околицях Бєлгорода. У подальшому активними діями підтримувала спробу наступу сухопутних військ. 6 серпня 1943 року групу передислокували до Дніпропетровська. 7 серпня групою було завдано ударів по Беївці, 17 серпня по Суркая-Каменську і 20 серпня по цілях у Калинівці та її околицях, коли Червона Армія розпочала Бєлгородсько-Харківську наступальну операцію.
У битві на Курській дузі III. група також була активною, втім про її діяльність відомо менше. 6 липня вона завдала ударів по цілях у Харків-Рогань, 17 липня атакувала Ново-Донбас, 4 серпня перелетіла на аеродром під Дніпропетровськом, 25 серпня — під Запоріжжя. На початку та в середині серпня здійснювала удари по Бєлгороду та інших важливих об'єктах, особливо сильні авіаудари по Куйбишево Волгоградської області були проведені з 20 по 31 серпня 1943 року.
I./KG 55 повернулася на Східний фронт у середині серпня і приєдналася до двох інших груп у Дніпропетровську, можливо 26 серпня. Три бомбардувальні групи продовжували надавати підтримку групі армій «Південь», оскільки вона вела запеклі ар'єргардні бої в Україні. У наступі радянських військ держави Осі втратили контроль над Лівобережною Україною. Лінія фронту, що неухильно рухалася на захід, зумовила необхідність відступу. В результаті аеродроми групи були переміщені із Запоріжжя до Кіровограда 12 вересня 1943 року. Звідси вона вела бойові дії над Ізюмом (23 вересня) і Нікополем (24 вересня). До 20 жовтня було здійснено передислокацію з Кіровограда до Миколаєва та Березівки на північний схід від Одеси. Протягом жовтня група діяла над Керченською протокою, ймовірно атакуючи радянське судноплавство в Чорному та Азовському морях. Частина переїхала туди в листопаді. Ймовірно, підтримувала німецькі війська на кубанському плацдармі. До 1 грудня в авіагрупі залишилося лише 20 He 111H-16. 8 грудня аеродром перенесли до Тересполя, а наприкінці грудня частину вивели до Дембліна в Польщі для відпочинку та відновлення боєздатності.
II і III. групи також діяли на південному фланзі фронту. 15 вересня II./KG 55 відступила з Дніпропетровська до Кіровограда і 12 жовтня брала участь у бойових діях у районі Запоріжжя-Нікополь та 21 жовтня в районі Лихівка. 30 жовтня її бомбардувальники атакували Анновку-Петрове. З 28 листопада частина базувалася південно-східніше Умані і мала в строю 22 He 111 (20 He 111H-16). 4 грудня 1943 року її перевели до Дембліна для відпочинку та відновлення. З 23 вересня по 3 жовтня III. група виконувала багато бойових завдань, діючи з аеродромів у Дніпропетровську, Мелітополі та Запоріжжі. 22 жовтня група відійшла від Кіровограда, а 24 жовтня провела бомбардування визначених цілей під Перекопом. У листопаді 1943 року здійснила бойові вильоти в рамках протидії радянській Керченсько-Ельтигенській операції. 2 грудня була виведена до Тересполя разом із залишками своїх літаків — 18 H-11 та H-11/R1 та 12 H-16.
У січні 1944 року KG 55 повернули на передову на Східний фронт. З цього моменту, за кількома винятками, ескадру використовували в основному в ролі нічних бомбардувальників та забезпечення військ повітрям. З січня по березень 1944 року I./KG 55 пройшла перепідготовку після переозброєння як нічний стратегічний бомбардувальник під командуванням IV повітряного корпусу. З 31 березня по 7 квітня група використовувалася для десантування контейнерів до 1-ї танкової армії під командуванням Ганса-Валентина Губе, яке потрапило в Кам'янець-Подільській «мішок». Наступної ночі група завдала удару по цілях на залізниці у Фастові. 10 квітня вона розбомбила сортувальні станції Коростеня, а з 4 по 11 травня 1944 року — залізничні вузли у Рівному, Києві і Шепетівці. Розгром німецьких військ у Криму 12 травня змусив командування Люфтваффе організувати евакуацію особового складу літаками, і KG 55 з 11 по 15 травня здійснював це з аеродрому у румунських Фокшанах. 16 травня група повернулася до Дембліна, маючи 35 He 111H-16.
II. група також з січня до березня 1944 року тренувалася під командуванням IV авіакорпусу до проведення дальніх операцій. Група доукомплектувалася до 35 H-16 у Дембліні, де залишалася до 10 травня 1944 року. З 31 березня по 7 квітня 1944 року II./KG 55 здійснювала перекидання вантажів до Ковельської кишені та надавала підтримку 5-й танковій дивізії СС «Вікінг». З 4 до 11 травня бомбардувала цілі на залізниці у Рівному, Києві і Шепетівці. З 11 по 16 травня разом з I групою діяла з аеродрому у Фокшанах у Румунії, виконуючи завдання з евакуації з Криму. Згодом повернулася до Дембліна. 21/22 червня разом з І. і ІІІ. групами ескадри розбомбила Полтавську авіабазу, де розташовувалися бомбардувальники ПС армії США, які здійснювали човникові нальоти до Східної Європи та приземлялися в Радянському Союзі. Німецький рейд завдав значних втрат 15-й повітряній армії США; бомбардувальники KG 55, KG 53, KG 27 і KG 4 знищили 43 B-17 Flying Fortress, пошкодили 26, і знищили 200 000 галонів авіаційного палива.
Усі три групи діяли як бомбардувальні формування проти радянського літнього наступу, операції «Багратіон». 6-й повітряний флот, якому підпорядковувалася KG 55, застосовував її у центральному секторі групи армій «Центр». 26 червня в ескадрі було 107 Heinkel He 111. I./KG 55 використовувала 35 у нічних операціях на підтримку групи армій «Північ» над Литвою. З 23 червня по 4 липня авіагрупа провела нічні атаки та деякі місії постачання. До 27 липня аеродроми відступили до Тондорфа, на південний захід від Бидгоща. Групу переозброїли на модифіковану модель H-20 і включили до складу сил, що діяли проти Львівсько-Сандомирської наступальної операції Червоної армії. З 28 липня по 12 серпня 1944 року група базувалися в Барануві-Сандомирському. Наприкінці серпня її перевели до Баварії. У неї в строю був 31 He 111 (25 H-20). У вересні вона переїхала до Штраубінга, отримавши назву I./KG(J) 55 і 1 жовтня почала перетворюватися на винищувальний підрозділ.
II./KG 55 залучалася до бойових дій на напрямку Бобруйськ-Слобода-Мінськ на підтримку групи армій «Центр». Починаючи з кінця червня протягом кількох тижнів група проводила нічні бомбардування Смоленська. 26 липня її передислокували з Дембліна до Іновроцлава. До 26 червня в ней залишалися 35 бомбардувальників. 23 липня авіаційна група завдала ударів по цілях у Молодечно, північно-західніше Мінська. З 1 по 12 серпня атакувала мости через Віслу у Варшаві та Барануві-Сандомирському. До 1 вересня її укомплектованість зменшилася до 31 He 111H-16. Вона відійшла до Німеччини, щоб здійснювати повітряні перевезення до німецьких гарнізонів в ізольованих портах Франції після операції «Оверлорд» і битви за Нормандію, а також протягом червня-вересня 1944 року брала участь у боях над більшою частиною Франції та Бельгії. З Гоензальца групу перевели до Целльгаузена, де 1 жовтня 1944 року її розформували та переформували у винищувальний підрозділ II.KG(J) 55.
III. група аналогічно тренувалася для дальніх нічних операцій. Виконувала місії з постачання обложених під Ковелем військ разом з іншими групами. У ніч з 7 на 8 квітня 1944 року вона бомбила Київ, а 15-16 квітня — Ковель. 21 квітня група завдала удару по Великих Луках, 4-11 травня бомбила Рівне, Київ, Шепетівку, 24 травня знову Великі Луки. З 34 He 111 1 червня частина атакувала Козятин, а 11 червня також Миргород. Брала участь у рейдах проти американської бази стратегічної авіації під Полтавою. З початком операції «Багратіон» виконувала завдання з бомбардування цілей на підтримку сухопутних військ у районі Бобруйськ-Мінськ. 21 липня група відступила до Глінника, Польща. Операції були згорнуті через брак авіаційного палива. 1-12 серпня пілоти атакували мости через Віслу у Варшаві та Барануві-Сандомирському, а 19 серпня перекинута за іншою групою до Целльгаузена, для повітряних операцій з постачання обложених фортець на атлантичному узбережжі Франції. Станом на 1 вересня мала 30 He 111, але 19 числа, ймовірно, була розформована та перетворена на III./KG(J) 55.
Записи Люфтваффе показують, що з 1 вересня 1939 по 1 жовтня 1944 року 55-та бомбардувальна ескадра здійснила 54 272 бойових вильоти, скинувши 60 938 тонн бомб, перевезення 7 514 тонн припасів і втративши 710 убитими і 747 зниклими безвісти льотчиків свого з'єднання.

### 1945
Після жовтня 1944 року єдиним діючим підрозділом 55-ї бомбардувальної ескадри залишилася IV. група, яка діяла на Західному фронті з 1940 по 1945 рік. Вона була сформована 1 квітня 1940 року у французькому місті Шатр як резервна ескадрилья (нім. Ergänzungsstaffel), також її позначення було навчальна ескадрилья (нім. Ausbildungsstaffel), з базуванням в Ульм-Дорнштадті. 30 вересня 1940 року група була переведена в Ландсберг-ам-Лех. До 8 березня її розгорнули до IV.(Erg)/KG 55, додавши 10-ту та 11-ту ескадрильї. 7 квітня створили 12-ту ескадрилью, яка базувалася на аеродромі у Лонві поблизу Діжона. З березня 1941 р. по травень 1944 р. вона брала участь у нічних нальотах на Велику Британію та тренуваннях нових пілотів.
26 квітня 1942 року 10-та ескадрилья бомбардувала Галл. 27–31 липня 1942 року вона також залучалася до бомбардування Бірмінгема. Станом на 1 березня 1943 року у строю підрозділу було 26 бомбардувальників, включаючи варіанти P-2 і P-4. 4-5 травня 1944 року група переїхала до Гердаеуна, щоб уникнути атак союзницької авіації. 1 серпня вона перемістилася до Сольнока, щоб уникнути наступу радянських військ. 20 серпня 15-та повітряна армія США розбомбила базу, убивши шість і поранивши 18 військовослужбовців. 1 вересня в строю було 34 бомбардувальників, які 1 і 2 вересня перелетіли до Пльзені, Чехословаччина. 21 листопада 1944 року група була переформована: 12-та і 13-та ескадрильї перейменували на 4-ту і 3-тю відповідно на Erg.Gr.(J), а 10-ту і 11-ту ескадрильї розформували. За час воєнних дій до кінця війни IV. група втратила 50 літаків.
Ескадрилья 14.(Eis)/KG 55 залишалася єдиним окремим підрозділом KG 55, який продовжував існувати як штатна одиниця бомбардувальної авіації Люфтваффе до завершення війни у 1945 році. Її офіційно сформували в Дніпропетровську 1 червня 1943 року за рахунок досвідчених екіпажів 9-ї ескадрильї. Головною метою цього спеціального авіаційного підрозділу було використання озброєних гарматами He 111 для атак на локомотиви.
11 червня 1943 року вона атакувала залізничні лінії південніше Розсоші. 29 червня її перемістили до Полтави, а 9 серпня — до Кіровограда. 10 серпня ескадрилья завдала удару по Боровій, 18 серпня — атакувала Авдіївку. 22 жовтня підрозділ перелетів до Первомайська-Голти, а на 1 січня 1944 року мав у строю 12 машин (Н-16). З 13 лютого 1944 року ескадрилья діяла під Псковом на фронті групи армій «Північ». Після переміщення штаб мав найслабший зв'язок з рештою KG 55. З 29 лютого він діяв з латиського Єкабпілса. 2 серпня підрозділ перевели до Риги і 3 серпня він здійснив свій 5000-й політ. 26 вересня 14.(Eis)/KG 55 передислокували до Гутенфельда у Східній Пруссії.
За станом на 1 грудня в строю перебувало 11 бомбардувальників, до 10 січня 1945 року чисельність зросла до 14 (10 з них придатних до експлуатації). 15 січня 14.(Eis)/KG 55 здійснила скидання з повітря обложеним у Будапешті військам припасів та згодом перемістилася до Бріґа у Сілезії. З 20 січня й до кінця квітня 1945 року ескадрилья виконувала місії з постачання обложених гарнізонів Познані, Бреслау, Глогау тощо. 4 квітня її перекинули до Дрездена. 27 квітня 1945 року ескадрилья була розформована у Градець-Кралове.

## Командування

### Командири KG 55
- Генерал-майор Вільгельм Зюссманн (1 травня 1939 — 6 березня 1940);
- Оберст Алоїс Штекль (7 березня — 14 серпня 1940);
- Оберстлейтенант Ганс Корте (15 серпня 1940 — 31 січня 1941);
- Оберстлейтенант Бенно Кош (нім. Benno Kosch) (1 лютого 1941 — 26 серпня 1942);
- Оберстлейтенант Ернст Кюль (27 серпня 1942 — 7 серпня 1943);
- Оберстлейтенант Вільгельм Антруп (8 серпня 1943 — 21 листопада 1944);
- Майор Ріхард Брюннер (нім. Richard Brunner) (22 листопада 1944 — 8 травня 1945).

### Командири I./KG 55
- оберст Йозеф Бруннер (1 травня — 2 липня 1939)
- майор Макс Гейна (нім. Max Heyna) (3 липня 1939 — 10 січня 1940)
- майор Вальтер Марінфельд (нім. Walter Marienfeld) (11 січня — 24 червня 1940)
- майор Йоахім Ребер (нім. Joachim Roeber) (25 червня 1940 — 13 лютого 1941)
- майор Отто Бодемаєр (нім. Otto Bodemeyer) (14 лютого — 9 квітня 1941)
- майор Рудольф Кіль (нім. Rudolf Kiel) (10 квітня 1941 — 6 січня 1943)
- Гауптман Ганс-Гюнтер Недден (нім. Hans-Günther Nedden) (6 січня — 1 травня 1943)
- майор Вальтер Трауб (нім. Walter Traub) (2 травня — 20 жовтня 1943)
- майор Ріхард Брюннер (нім. Richard Brunner) (21 жовтня 1943 — 7 вересня 1944)
- майор Йозеф Шірмбек (нім. Joseph Schirmböck) (8 вересня 1944 — 8 травня 1945).

### Командири II./KG 55
- оберстлейтенант Отто фон Лахемаєр (нім. Otto von Lachemair) (1 травня 1939 — 27 липня 1940)
- майор Фрідріх Клесс (28 липня — 27 жовтня 1940)
- майор Ганс-Йоахім Габрієль (нім. Hans-Joachim Gabriel) (28 жовтня 1940 — 31 березня 1941)
- майор Ернст Кюль (31 березня 1941 — 26 серпня 1942)
- майор Ганс-Йоахім Габрієль (27 серпня — 20 листопада 1942)
- майор Генріх Гефер (27 листопада 1942 — 2 липня 1944)
- майор Вільгельм Мюліус (нім. Wilhelm Mylius) (3 липня — 29 грудня 1944)
- майор Йоганнес Германн (нім. Johannes Herrmann) (30 грудня 1944 — 8 травня 1945).

### Командири III./KG 55
- майор Ганс Шеммель (нім. Hans Schemmell) (2 грудня 1939 — 30 вересня 1940)
- Гауптман Генріх Віттмер (нім. Heinrich Wittmer) (1 жовтня 1940 — 1 вересня 1941)
- Оберстлейтенант Герман Фрайхер фон дем Бонгарт (нім. Hermann Freiherr von dem Bongart) (2 вересня 1941 — 7 вересня 1942)
- Оберстлейтенант Вольфганг Куайшнер (нім. Wolfgang Queisner)(8 вересня 1942 — 5 травня 1943)
- майор Вільгельм Антруп (6 травня — 7 серпня 1943)
- майор Альфред Болманн (нім. Alfred Bollmann) (8 серпня 1943 — 30 листопада 1944)
- майор Герхард Шродтер (нім. Gerhard Schrödter) (1 грудня 1944 — 8 травня 1945).

### Командири IV./KG 55
- Оберлейтенант Йозеф Шірмбек (нім. Joseph Schirmböck) (2 серпня — 31 грудня 1940)
- Гауптман Рудольф Кіль (нім. Rudolf Kiel) (1 січня — 10 квітня 1941)
- Оберстлейтенант Герман Фрайхер фон дем Бонгарт (нім. Hermann Freiherr von dem Bongart) (10 квітня — 1 вересня 1941)
- майор Герберт Фюрхтманн (нім. Herbert Furchtmann)(2 вересня 1941 — 2 лютого 1942)
- Оберстлейтенант Ганс-Карл фон Лізінген (нім. Hans-Carl von Linsingen) (3 лютого 1942 — 16 січня 1943)
- майор Ріхард Брюннер (нім. Richard Brunner) (17 січня — 15 квітня 1943)
- майор Йозеф Шірмбек (липень 1943 — 31 липня 1944)
- Гауптман Егон Шмідт (нім. Egon Schmidt) (1 серпня — 20 листопада 1944).

### Командири 14. (Eis)/KG 55
- Оберстлейтенант Матіас Бермадінгер (нім. Mathias Bermadinger) (1 червня 1943 — 18 лютого 1944)
- Гауптман Франц Шмідт (нім. Franz Schmidt) (19 лютого 1944 — 8 травня 1945).

## Основні райони базування 55-ї бомбардувальної ескадри

### Основні райони базуванняштабуKG 55
| 1 травня — 31 серпня 1939          | Гіссен                  |                                                         | He 111P          |
| 31 серпня — 2 вересня 1939         | Везендорф               | 2-га авіаційна дивізія                                  | He 111P          |
| 2 вересня — 8 жовтня 1939          | Мерцдорф/Нойдорф        | 2-га авіаційна дивізія                                  | He 111P          |
| 9 жовтня 1939 — 16 січня 1940      | Інгольштадт             | V повітряний корпус                                     | He 111P          |
| 17 січня — 9 лютого 1940           | Швебіш-Галль            | V повітряний корпус                                     | He 111P          |
| 9 лютого — 2 червня 1940           | Ляйпгайм                | V повітряний корпус                                     | He 111P          |
| 2 — 21 червня 1940                 | Швебіш-Галль            | V повітряний корпус                                     | He 111P          |
| 21 червня 1940 — 16 червня 1941    | Віллакубле              | V повітряний корпус                                     | He 111P, He 111H |
| 17 червня — 16 липня 1941          | Лабуне                  | V повітряний корпус                                     | He 111H          |
| 16 — 24 липня 1941                 | Млинів                  | V повітряний корпус                                     | He 111H          |
| 24 липня — 28 серпня 1941          | Житомир                 | II повітряний корпус                                    | He 111H          |
| 28 серпня — 17 листопада 1941      | Кіровоград              | V повітряний корпус/IV повітряний корпус                | He 111H          |
| 18 листопада 1941 — 24 квітня 1942 | Евре                    | IX повітряний корпус                                    | He 111H          |
| 24 квітня — 5 травня 1942          | Конотоп/Кіровоград      | VIII повітряний корпус                                  | He 111H          |
| 6 травня 1941 — 13 липня 1942      | Сарабуз/Дніпропетровськ | VIII повітряний корпус                                  | He 111H          |
| 14 липня — 23 серпня 1942          | Краматорськ/Заморськ    | VIII повітряний корпус                                  | He 111H          |
| 23 серпня — 27 грудня 1942         | Морозовськ              | VIII повітряний корпус                                  | He 111H          |
| 27 грудня 1942 — 2 січня 1943      | Саки                    | VIII повітряний корпус                                  | He 111H          |
| 2 — 31 січня 1943                  | Новочеркаськ            | VIII повітряний корпус                                  | He 111H          |
| 1 лютого — 30 квітня 1943          | Саки                    | VIII повітряний корпус                                  | He 111H          |
| 1 травня — 3 червня 1943           | Сталіно                 | IV повітряний корпус                                    | He 111H          |
| 3 червня — 3 серпня 1943           | Харків-Рогань           | IV повітряний корпус                                    | He 111H          |
| 3 серпня — 11 вересня 1943         | Дніпропетровськ         | IV повітряний корпус                                    | He 111H          |
| 12 вересня — 20 жовтня 1943        | Кіровоград              | IV повітряний корпус                                    | He 111H          |
| 20 жовтня — 27 жовтня 1943         | Ротмістрівка            | IV повітряний корпус                                    | He 111H          |
| 27 жовтня — 4 грудня 1943          | Голта/Первомайськ       | IV повітряний корпус                                    | He 111H          |
| 4 грудня 1943 — 10 травня 1944     | Демблін-Ірена           | IV повітряний корпус                                    | He 111H          |
| 10 — 16 травня 1944                | Фокшани                 | IV повітряний корпус                                    | He 111H          |
| 16 травня — 24 липня 1944          | Демблін-Ірена           | IV повітряний корпус                                    | He 111H          |
| 24 — 26 липня 1944                 | Модлін                  | IV повітряний корпус                                    | He 111H          |
| 27 липня — вересень 1944           | Гогензалца              | IV повітряний корпус                                    | Bf 109G          |
| вересень — жовтень 1944            | Торн                    | IX повітряний корпус                                    | Bf 109G          |
| жовтень 1944 — 9 квітня 1945       | Ландау-ан-дер-Ізар      | IX повітряний корпус/9-та авіаційна дивізія (з 26.1.45) | Bf 109G          |

### Основні райони базування I./KG 55
| 1 травня — 31 серпня 1939       | Лангендібах                   | He 111P          |
| 31 серпня — 2 вересня 1939      | Дедельсторф                   | He 111P          |
| 3 — 21 вересня 1939             | Розенборн                     | He 111P          |
| 21 вересня — 9 жовтня 1939      | Лангендібах                   | He 111P          |
| 9 жовтня 1939 — 13 лютого 1940  | Інгольштадт                   | He 111P          |
| 13 лютого — 2 березня 1940      | Нойбург-ан-дер-Донау          | He 111P          |
| 2 березня — 23 квітня 1940      | Фюрстенфельдбрук              | He 111P          |
| 23 квітня — 10 травня 1940      | Нойбург-ан-дер-Донау/Ліхтенау | He 111P          |
| 10 — 15 травня 1940             | Балтрінген                    | He 111P          |
| 15 травня — 23 червня 1940      | Мальмсгайм                    | He 111P          |
| 23 червня — 1 серпня 1940       | Віллакубле                    | He 111P          |
| 1 серпня 1940 — 14 квітня 1941  | Дре                           | He 111P, He 111H |
| 14 квітня — 12 червня 1941      | Мелен-Вілларош                | He 111H          |
| 12 червня — 20 липня 1941       | Лабуне                        | He 111H          |
| 20 — 25 липня 1941              | Бояри                         | He 111H          |
| 25 липня — 27 серпня 1941       | Житомир                       | He 111H          |
| 27 серпня — 30 вересня 1941     | Кіровоград                    | He 111H          |
| 1 жовтня — 30 грудня 1941       | Мелен-Вілларош                | He 111H          |
| 1 січня — 27 лютого 1942        | Кіровоград                    | He 111H          |
| 27 лютого — 26 квітня 1942      | Конотоп                       | He 111H          |
| 26 квітня — 15 травня 1942      | Кіровоград/Сарабуз            | He 111H          |
| 15 травня — 8 липня 1942        | Сталіно/Харків                | He 111H          |
| 8 липня — 27 серпня 1942        | Барвінкове/Кутейникове        | He 111H          |
| 27 серпня — 14 вересня 1942     | Морозовськ                    | He 111H          |
| 14 вересня — 5 листопада 1942   | Саки                          | He 111H          |
| 5 листопада — 27 грудня 1942    | Морозовськ                    | He 111H          |
| 27 грудня 1942 — 30 квітня 1943 | Новочеркаськ                  | He 111H          |
| 1 — 20 травня 1943              | Сталіно                       | He 111H          |
| 20 травня — 27 липня 1943       | Вісбаден                      | He 111H          |
| 28 липня — 26 серпня 1943       | Ландсберг-ам-Лех              | He 111H          |
| 26 серпня — 11 вересня 1943     | Дніпропетровськ/Запоріжжя     | He 111H          |
| 12 вересня — 20 жовтня 1943     | Кіровоград                    | He 111H          |
| 20 — 30 жовтня 1943             | Миколаїв/Березівка            | He 111H          |
| 30 жовтня — 7 грудня 1943       | Голта/Сарабуз                 | He 111H          |
| 8 — 27 грудня 1943              | Тереспіль                     | He 111H          |
| 27 грудня 1943 — 11 травня 1944 | Демблін-Уленж                 | He 111H          |
| 24 — 27 липня 1944              | Крошево                       | He 111H          |
| 27 липня — 18 жовтня 1944       | Тондорф                       | He 111H          |
| 18 жовтня 1944 — 9 квітня 1945  | Ландау-ан-дер-Ізар            | Bf 109G          |

### Основні райони базування II./KG 55
| 1 травня — 31 серпня 1939          | Гіссен                 | He 111P          |
| 31 серпня — 2 вересня 1939         | Везендорф              | He 111P          |
| 2 — 22 вересня 1939                | Мерцдорф/Олау          | He 111P          |
| 22 вересня — 10 листопада 1939     | Гіссен                 | He 111P          |
| 10 листопада 1939 — 13 січня 1940  | Інгольштадт            | He 111P          |
| 13 січня — 3 лютого 1940           | Швебіш-Галль           | He 111P          |
| 3 лютого — 10 травня 1940          | Ляйпгайм               | He 111P          |
| 10 — 31 травня 1940                | Швайгофен              | He 111P          |
| 1 — 23 червня 1940                 | Едгайм                 | He 111P          |
| 23 червня — 25 липня 1940          | Віллакубле             | He 111P          |
| 25 липня 1940 — 18 червня 1941     | Шартр                  | He 111P, He 111H |
| 18 червня — 16 липня 1941          | Лабуне                 | He 111H          |
| 17 — 20 липня 1941                 | Млинів                 | He 111H          |
| 20 липня — 16 серпня 1941          | Бояри                  | He 111H          |
| 17 — 31 серпня 1941                | Житомир                | He 111H          |
| 1 вересня — 23 листопада 1941      | Кіровоград             | He 111H          |
| 23 листопада 1941 — 24 квітня 1942 | Сент-Андре-де-л'Ер     | He 111H          |
| 24 квітня — 14 липня 1942          | Дніпропетровськ/Харків | He 111H          |
| 14 липня — 3 серпня 1942           | Краматорськ            | He 111H          |
| 3 — 25 серпня 1942                 | Заморськ               | He 111H          |
| 25 серпня — 27 грудня 1942         | Морозовськ             | He 111H          |
| 27 грудня 1942 — 3 лютого 1943     | Новочеркаськ           | He 111H          |
| 3 лютого — 6 травня 1942           | Саки                   | He 111H          |
| 7 травня — 3 червня 1943           | Сталіно                | He 111H          |
| 3 — 21 червня 1943                 | Сещинська              | He 111H          |
| 21 червня — 6 серпня 1943          | Харків/Сталіно         | He 111H          |
| 6 серпня — 15 вересня 1943         | Дніпропетровськ        | He 111H          |
| 15 вересня — 22 жовтня 1943        | Кіровоград             | He 111H          |
| 22 жовтня — 28 листопада 1943      | Ротмістрівка           | He 111H          |
| 28 листопада — 4 грудня 1943       | Голта/Первомайськ      | He 111H          |
| 4 грудня 1943 — 11 травня 1944     | Демблін-Ірена          | He 111H          |
| 11 — 15 травня 1944                | Фокшани                | He 111H          |
| 16 травня — 23 липня 1944          | Демблін-Ірена          | He 111H          |
| 23 — 26 липня 1944                 | Модлін                 | He 111H          |
| 26 липня — 12 вересня 1944         | Гогензалца             | He 111H          |
| 13 вересня 1944 — 9 квітня 1945    | Платтлінг              | Bf 109G          |

### Основні райони базування III./KG 55
| 1 грудня 1939 — 10 березня 1940    | Нойдорф/Оппельн        | He 111P          |
| 10 березня — 10 травня 1940        | Габлінген              | He 111P          |
| 10 — 24 травня 1940                | Егінген                | He 111P          |
| 24 травня — 23 червня 1940         | Ойтінген-ім-Гой        | He 111P          |
| 23 червня 1940 — 18 червня 1941    | Віллакубле             | He 111P, He 111H |
| 18 червня — 16 липня 1941          | Клеменсов              | He 111H          |
| 16 — 22 липня 1941                 | Луцьк                  | He 111H          |
| 22 липня — 4 серпня 1941           | Житомир                | He 111H          |
| 4 серпня — 30 вересня 1941         | Відень-Асперн          | He 111H          |
| 30 вересня — 17 листопада 1941     | Кіровоград             | He 111H          |
| 18 листопада 1941 — 28 квітня 1942 | Нант                   | He 111H          |
| 29 квітня — 13 травня 1942         | Конотоп/Сарабуз        | He 111H          |
| 14 травня — 13 липня 1942          | Дніпропетровськ/Харків | He 111H          |
| 14 липня — 5 серпня 1942           | Краматорськ            | He 111H          |
| 5 — 25 серпня 1942                 | Заморськ               | He 111H          |
| 25 серпня — 25 жовтня 1942         | Морозовськ             | He 111H          |
| 25 жовтня — 29 грудня 1942         | Саки                   | He 111H          |
| 29 грудня 1942 — 3 лютого 1943     | Новочеркаськ           | He 111H          |
| 3 — 23 лютого 1943                 | Сталіно                | He 111H          |
| 23 лютого — 4 квітня 1943          | Кіровоград             | He 111H          |
| 5 квітня — 5 травня 1943           | Заморськ               | He 111H          |
| 6 травня — 4 серпня 1943           | Сталіно/Харків         | He 111H          |
| 4 — 24 серпня 1943                 | Дніпропетровськ        | He 111H          |
| 25 серпня — 11 вересня 1943        | Запоріжжя              | He 111H          |
| 12 вересня — 21 жовтня 1943        | Кіровоград             | He 111H          |
| 22 — 27 жовтня 1943                | Ротмістрівка           | He 111H          |
| 28 жовтня — 8 грудня 1943          | Сарабуз/Голта          | He 111H          |
| 9 — 27 грудня 1943                 | Тереспіль              | He 111H          |
| 28 грудня 1943 — 20 червня 1944    | Демблін-Ірена          | He 111H          |
| 20 червня — 20 липня 1944          | Падловка               | He 111H          |
| 21 — 25 липня 1944                 | Белиці                 | He 111H          |
| 25 липня — 18 жовтня 1944          | Шрода-Ост              | He 111H          |
| 18 жовтня 1944 — 9 квітня 1945     | Штраубінг              | Fw 190A          |

### Основні райони базування IV./KG 55
| 1 квітня — 10 травня 1940        | Ульм-Дорнштадт   | He 111P          |
| 10 травня — 1 жовтня 1940        | Шартр            | He 111P          |
| 1 жовтня 1940 — 21 березня 1941  | Ландсберг-ам-Лех | He 111P          |
| 21 березня 1941 — 18 лютого 1944 | Діжон/Лонві      | He 111P, He 111H |
| 19 лютого — 1 серпня 1944        | Нойгаузен        | He 111H          |
| 1 — 30 серпня 1944               | Сольнок          | He 111H          |
| 1 вересня — 31 жовтня 1944       | Пльзень          | He 111H          |

### Основні райони базування 14. (Eis)/KG 55
| 1 — 29 червня 1943              | Дніпропетровськ                | Ju 88C/He 111 |
| 30 червня — 9 серпня 1943       | Полтавський аеродром           | Ju 88C/He 111 |
| 9 серпня — 22 жовтня 1943       | Кіровоград                     | Ju 88C/He 111 |
| 23 жовтня 1943 — 13 лютого 1944 | Голта/Первомайськ              | Ju 88C/He 111 |
| 13 — 27 лютого 1944             | Псков-Південний                | Ju 88C/He 111 |
| 27 лютого — 5 квітня 1944       | Єкабпілс                       | Ju 88C/He 111 |
| 5 — 13 квітня 1944              | Бобруйськ                      | Ju 88C/He 111 |
| 13 квітня — 2 серпня 1944       | Єкабпілс                       | Ju 88C/He 111 |
| 3 серпня — 26 вересня 1944      | Рига-Спілве                    | Ju 88C/He 111 |
| 26 вересня 1944 — 20 січня 1945 | Гутенфелд                      | Ju 88C/He 111 |
| 20 — 22 січня 1945              | Бріґ                           | Ju 88C/He 111 |
| 22 січня — 11 лютого 1945       | Куппер                         | Ju 88C/He 111 |
| 12 лютого — 4 квітня 1945       | Альт-Льонневіц                 | Ju 88C/He 111 |
| 4 — 27 квітня 1945              | Дрезден-Клоче/ Градець-Кралове | Ju 88C/He 111 |

## Список кавалерів Лицарського хреста Залізного хреста KG 55
Позначення
| Ім'я                | Звання                 | Підрозділ       | Лицарського хреста | Лицарського хреста з дубовим листям | Прим. |
| ------------------- | ---------------------- | --------------- | ------------------ | ----------------------------------- | ----- |
| Алоїс Штекль        | оберст                 | штаб./KG 55     | 4 липня 1940       |                                     |       |
| Фрідріх Клесс       | майор                  | II./KG 55       | 14 жовтня 1940     |                                     |       |
| Ганс Турнер         | лейтенант              | III./KG 55      | 6 серпня 1941      | 17 вересня 1944                     |       |
| Адальберт Карбе     | оберлейтенант          | 3./KG 55        | 12 листопада 1941  |                                     |       |
| Генріх Віттмер      | гауптман               | III./KG 55      | 12 листопада 1941  |                                     |       |
| Фріц Блізенер       | лейтенант              | 5./KG 55        | 20 грудня 1941     |                                     |       |
| Рудольф Кіль        | гауптман               | I./KG 55        | 20 грудня 1941     |                                     |       |
| Ернст Кюль          | оберст резерву         | KG 55           | 17 жовтня 1942     | 18 грудня 1943                      |       |
| Вільгельм Антруп    | гауптман               | 5./KG 55        | 13 листопада 1942  | 18 листопада 1944                   |       |
| Альберт Коллер      | оберлейтенант          | 4./KG 55        | 13 листопада 1942  |                                     |       |
| Карл Ліпп           | оберфельдфебель        | 4./KG 55        | 16 листопада 1942  |                                     |       |
| Айтель-Альберт Барт | оберлейтенант          | 4./KG 55        | 24 березня 1943    |                                     |       |
| Вернер Оберлендер   | оберлейтенант          | 2./KG 55        | 24 березня 1943    |                                     |       |
| Вальтер Пільц       | фельдфебель            | 5./KG 55        | 24 березня 1943    |                                     |       |
| Горст Рудат         | оберлейтенант          | 2./KG 55        | 24 березня 1943    |                                     |       |
| Філіп Мюллер        | гауптман               | 1./KG 55        | 2 квітня 1943      |                                     |       |
| Йозеф Люксенбургер  | оберлейтенант          | 4./KG 55        | 3 квітня 1943      |                                     |       |
| Вальтер Пільц       | гауптман               | 6./KG 55        | 3 квітня 1943      |                                     |       |
| Вільгельм Міліус    | оберфельдфебель        | 2./KG 55        | 3 квітня 1943      |                                     |       |
| Еріх Баумгартль     | оберлейтенант          | 3./KG 55        | 31 липня 1943      |                                     |       |
| Франц Шмідт         | оберлейтенант          | III./KG 55      | 13 листопада 1942  |                                     |       |
| Генріх Гефер        | гауптман               | II./KG 55       | 3 вересня 1943     | 18 листопада 1944                   |       |
| Йоганн Бос          | оберфельдфебель        | 9./KG 55        | 9 жовтня 1943      |                                     |       |
| Роберт Зайб         | оберлейтенант          | 6./KG 55        | 9 жовтня 1943      |                                     |       |
| Отто Меєр           | оберфельдфебель        | III./KG 55      | 29 лютого 1944     |                                     |       |
| Фріц Шмідтман       | гауптман               | 4./KG 55        | 29 лютого 1944     |                                     |       |
| Ганс Беннеман       | оберлейтенант          | 7./KG 55        | 26 березня 1944    |                                     |       |
| Вільгельм Бреннеке  | оберфельдфебель        | штаб II./KG 55  | 26 березня 1944    |                                     |       |
| Матіас Бермадінгер  | оберлейтенант          | 14.(Eis.)/KG 55 | 5 квітня 1944      |                                     |       |
| Віллі Браун         | фаненюнкер-фельдфебель | 4./KG 55        | 9 червня 1944      |                                     |       |
| Герхард Дітріх      | фаненюнкер-фельдфебель | штаб./KG 55     | 9 червня 1944      |                                     |       |
| Вернер Шмідт        | гауптман               | 9./KG 55        | 19 серпня 1944     |                                     |       |
| Віктор Кеніг        | фельдфебель            | 14.(Eis.)/KG 55 | 6 жовтня 1944      |                                     |       |
| Альфред Вайт        | оберлейтенант          | 5./KG 55        | 24 жовтня 1944     |                                     |       |
| Альфред Боллман     | майор резерву          | III./KG 55      | 29 жовтня 1944     |                                     |       |
| Вернер Тосс         | оберлейтенант          | 5./KG 55        | 29 жовтня 1944     |                                     |       |
| Еріх Геркнер        | лейтенант              | 14.(Eis.)/KG 55 | 6 грудня 1944      |                                     |       |
| Альфред Бангольцер  | гауптман               | 1./KG 55        | 14 січня 1945      |                                     |       |
| Оскар Деттке        | гауптман               | 9./KG 55        | 7 квітня 1945      |                                     |       |
| Генріх Зюдель       | оберлейтенант          | I./KG 55        | 7 квітня 1945      |                                     |       |
| Карл Шефер          | оберфельдфебель        | 14.(Eis.)/KG 55 | 16 квітня 1945     |                                     |       |